# Jin-Dynastie (265–420)
Die Jin-Dynastie (265–420) (chinesisch 晉朝 / 晋朝, Pinyin Jìncháo, W.-G. Chin Ch’ao; IPA Tsin Tsao) ist eine dynastische Periode in der Geschichte Chinas. Sie zerfällt in zwei Epochen:
- Westliche Jin, 西晉 / 西晋,  Xī-Jìn: 265–316
- Östliche Jin, 東晉 / 东晋,  Dōng-Jìn: 317–420

Die Jin-Dynastie ist autochthon-chinesischen Charakters und strikt von der 700 Jahre später von den Jurchen gegründeten Jin-Dynastie (1125–1234) zu unterscheiden.
Die Westliche Jin-Dynastie wurde von Kaiser Wu (晉武帝 / 晋武帝,  Jìn Wŭdì) Sima Yan (司馬炎 / 司马炎,  Sīmǎ Yán) gegründet. Ihre Hauptstadt war Luoyang. Die Östliche Jin-Dynastie wurde von Kaiser Yuan (晉元帝 / 晋元帝,  Jìn Yuándì) Sima Rui (司馬睿 / 司马睿,  Sīmǎ Ruì) gegründet, die Hauptstadt befand sich in Jiankang (建康,  Jiànkāng, der heutigen Stadt Nanjing). Die Politik während der Jin-Dynastie wurde von den großen und mächtigen Adelshäusern bestimmt. Das politische System befand sich im Übergang zwischen dem der Han-Dynastie mit Drei Erzkanzlern (三公,  Sāngōng) und Neun Ministern (九卿,  Jiŭqīng) zu dem der Tang-Dynastie mit Drei Sekretariaten (三省,  Sānshĕng) und Sechs Ministerien (六部,  Liùbù). Das Haus Sima gehörte bereits während der Zeit der Wei-Dynastie zum Hochadel. Nach dem Zwischenfall von Gaopingling (高平陵事件,  Gāopínglíng Shìjiàn) wurde es zur bestimmenden Macht in der Wei-Dynastie. Nachdem Sima Yan sich zum Kaiser gemacht hatte, vereinigte er ganz China. Allerdings konnte er der brennenden sozialen Probleme und der grassierenden Korruption nicht Herr werden. Nachdem die Zentralmacht an Einfluss verloren hatte, begannen die Mitglieder der kaiserlichen Familie, denen als Fürsten in den Provinzen auch militärische Macht übertragen worden war, um den Vorrang und die Macht zu kämpfen. Dies führte zu den Wirren der acht Fürsten (八王之亂 / 八王之乱,  Bāwáng zhī Luàn). Diese Wirren schwächten die angeschlagene Jin-Dynastie weiter, so dass die eingewanderten Völker die Gelegenheit nutzten, um zu opponieren. Es kam zu den Wirren der Fünf Hu (五胡,  Wŭhú). Eine Massenflucht Richtung Süden setzte ein. Im Norden Chinas begann die Periode der Sechzehn Reiche.
Die Macht der Kaiser aus der Östlichen Jin-Dynastie war nur begrenzt. Die Politik wurde von den Adelshäusern bestimmt. Besonders prekär war die Machtverteilung innerhalb des Militärs mit seinen vielen teils aus dem Norden geflohenen Generälen, die teilweise selbständig und unkoordiniert agierten. Daher scheiterten deren Feldzüge, die die Herrschaft der Jin-Dynastie über den Norden wiederherstellen wollten. Auch fürchtete die Zentralregierung stets, dass allzu erfolgreiche Generäle sich selbst zum Kaiser ausrufen würden. Daher war man ständig bemüht, diese Expeditionen zu sabotieren. 383 mobilisierte das Reich der Früheren Qin die gesamten militärischen Reserven, um die Östliche Jin zu vernichten. Angesichts der drohenden Vernichtung vereinigten sich alle Kräfte der Östlichen Jin – das einzige Mal, dass dies zur Zeit der Östlichen Jin erreicht wurde. Nach der Schlacht am Feishui (淝水之戰 / 淝水之战,  Féishuĭ zhī Zhàn) zerfiel die Frühere Qin und die Östliche Jin unter Xie An und Xie Xuan (謝玄 / 谢玄,  Xiè Xuán) konnten viele Gebiete zurückgewinnen. Doch wiedererstarkende innere Machtkämpfe führten zur Usurpation von Huan Xuan (桓玄,  Huán Xuán), gleichzeitig führte die schwere Fronarbeit und Steuerlast, die auf dem gemeinen Volk lastete, zur Rebellionen. Qiao Zong (譙縱 / 谯纵,  Qiáo Zòng) machte sich in Sichuan selbständig. Am Ende konnte Liu Yu (劉裕 / 刘裕,  Liú Yù) die übrigen konkurrierenden Mächte vernichten und den Kaiserthron usurpieren. China ging in die Ära der Südlichen und Nördlichen Dynastien über.
Zu Beginn der Östlichen Jin-Dynastie versuchten Minister wie Wang Dao (王導 / 王导,  Wáng Dăo) mit einer Politik der Ruhe, die Lage zu stabilisieren. Im Reich der Östlichen Jin blühte die Hofwirtschaft auf. Fortschritte in der Landwirtschaft führten zum Aufblühen der Wirtschaft und des Handels. Das wirtschaftliche Zentrum Chinas verlagerte sich allmählich südwärts. Der wirtschaftliche Aufschwung im Süden machte später den Bau des Kaiserkanals als Verbindungsweg zwischen dem Süden und dem Norden Chinas notwendig. Auch in Handwerk und Handel gab es große Fortschritte.
Die Zeit der Jin-Dynastie war eine Zeit kulturellen Austausches. Die Vorherrschaft des Konfuzianismus wurde in dieser Zeit gebrochen. In der Philosophie, Literatur, Kunst, Geschichtsschreibung und Technik kam es zu Erneuerungen. Einige Bereiche entwickelten sich zu eigenständigen Wissenschaften. In der Philosophie kam es zur Entwicklung der Xuanxue (玄學 / 玄学,  Xuánxué) und der Weiterentwicklung des Daoismus als chinesische Philosophien. Aus Indien gelangte der Buddhismus nach China. Zwischen den Adelshäusern war die Kunst der Qingtan (清談 / 清谈,  Qīngtán, einer Art philosophischer und metaphysischer Schriftlehre, bei der die Ideen der Daoismus, Konfuzianismus und Buddhismus vermischt wurden) populär. Die Steppenkultur der den Norden beherrschenden (und besiedelnden) Nomadenvölkern vermischte sich mit der bäuerlichen Kultur der verbliebenen Han-Chinesen und trat auch in Wechselwirkung mit der Kultur des südlichen Chinas der Östlichen Jin. Auch die Ethnien selbst vermischten sich.

## Geschichtliche Übersicht

### Geschichte der Westlichen Jin

#### Der Weg zum Thron und das Ende der drei Reiche
Die Familie Sima, aus der die Kaiser der Jin-Dynastie kamen, stammte aus dem Norden der heutigen Provinz Henan. Sie war bereits zur Zeit der Wei-Dynastie einflussreich. Sima Yi, der seinen Söhnen den Weg zur Macht ebnete, arbeitete wie sieben seiner Brüder als Beamter unter den Kaisern der Wei-Dynastie. Er zeichnete sich dabei besonders durch seine politischen und militärischen Fähigkeiten aus. So schlug er die Nördlichen Expeditionen von Shu Han zurück und gewann für die Wei das Gebiet des heutigen Liaoning. Dadurch wurde er ein wichtiger Minister in Wei. Als 239 Kaiser Ming (魏明帝,  Wèi Míngdì) Cao Rui starb, wurden Sima Yi und Cao Shuang zu gemeinsamen Regenten des Reiches bestimmt, was jedoch rasch zu einem Machtkampf zwischen den beiden führte. Zunächst behielt Cao Shuang die Oberhand, doch 249 kam es zum Zwischenfall von Gaopingling, wobei Sima Yi Cao Shuang erschlug und wieder an die Macht kam. Von da an ging die politische Macht immer mehr in die Hände der Sima-Familie über, wenn auch zunächst noch die Kaiser von Wei auf dem Thron saßen. Nach seinem Tod konnten Sima Yis Söhne Sima Shi und Sima Zhao ihre Macht weiter festigen, obwohl es zu drei größeren Rebellionen (壽春三叛 / 寿春三叛,  Shòuchūn Sānpàn) gegen sie kam, die aber alle niedergeschlagen wurden. Im Verlauf dieser Kämpfe zerfiel die Macht des Wei-Kaisers endgültig.
263 beschloss Sima Zhao mit einem spektakulären militärischen Sieg den Weg für seine Thronbesteigung zu ebnen. Er befahl Zhong Hui und Deng Ai, eine Militärexpedition zu starten, mit dem Ziel Shu Han zu vernichten. Der Hauptgeneral des Shu Han, Jiang Wei, kontrollierte die wichtigsten Straßen und lagerte am Jiange (劍閣 / 剑阁,  Jiàngé). Deng Ai jedoch führte seine Truppen über unwegsame Gebirge und erschien überraschend vor den Toren Chengdus, der Hauptstadt von Shu Han. Der Kaiser von Shu Han, Liu Shan, erkannte seine ausweglose Lage und kapitulierte. Wenig später versuchten Deng Ai und Jiang Wei gegen Sima Zhao zu rebellieren. Doch wurde dies von Sima Zhao sogleich niedergeschlagen. Nach diesem Sieg plante Sima Zhao die Thronbesteigung, starb jedoch zuvor. 265 usurpierte dann sein Sohn Sima Yan den Kaiserthron und begründete so die Jin-Dynastie. Die Hauptstadt war Luoyang. In der Geschichtsschreibung wird dieser frühere Abschnitt der Dynastie die Westliche Jin-Dynastie genannt.

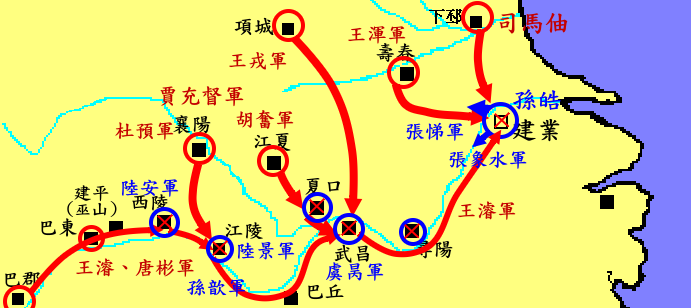
Der Krieg zur Vernichtung von Wu

Zu dieser Zeit war die Lage in der Wu-Dynastie sehr chaotisch. Der Wu-Kaiser Sun Hao vernachlässigte die Staatsgeschäfte und gab sich dem Luxus hin. Deswegen war er bei seinem Volk sehr unbeliebt. 270 kam es in Gansu zu einer Invasion der Xianbei während zur gleichen Zeit auch die Xiongnu eine Invasion begannen. Diese Situation verzögerte Sima Yans Plan zur Vernichtung des Reiches des Wu-Kaisers. Er befahl seinem General Yang Hu, den Wu-General Lu Kang in Schach zu halten. Gleichzeitig begann er Schiffe zur Überquerung des Jangtsekiangs bauen zu lassen. 274 verstarb Lu Kang. Yang Hu schlug einen Feldzug gegen die Wu vor, wurde jedoch von Ministern wie Jia Chong überstimmt, die gegen einen Feldzug im Süden waren. Erst im Jahr 279 wurden die Invasionstruppen der Xianbei und der Xiongnu endgültig zurückgeschlagen. Eine Gruppe Minister um Du Yu (杜預 / 杜预,  Dù Yù) war der Meinung, dass nun die Zeit reif sei, um gegen Wu vorzugehen. Jia Chong und andere waren immer noch dagegen, da sie die Lage im Nordwesten immer noch für instabil hielten. Im Dezember desselben Jahres entschloss sich Sima Yan jedoch zu einem Feldzug. Er befahl mehreren Armeen entlang des gesamten Flusslaufs des Jangtsekiangs gleichzeitig den Angriff. 280 näherte sich die Jin-Armee der Hauptstadt des Wu-Reiches, Jianye (建業 / 建业,  Jiànyè, heute Nanjing). Sun Hao erkannte seine aussichtslose Lage und kapitulierte. Damit war die Zeit der Drei Reiche zu Ende.

#### Innere Unruhe und äußere Bedrohungen

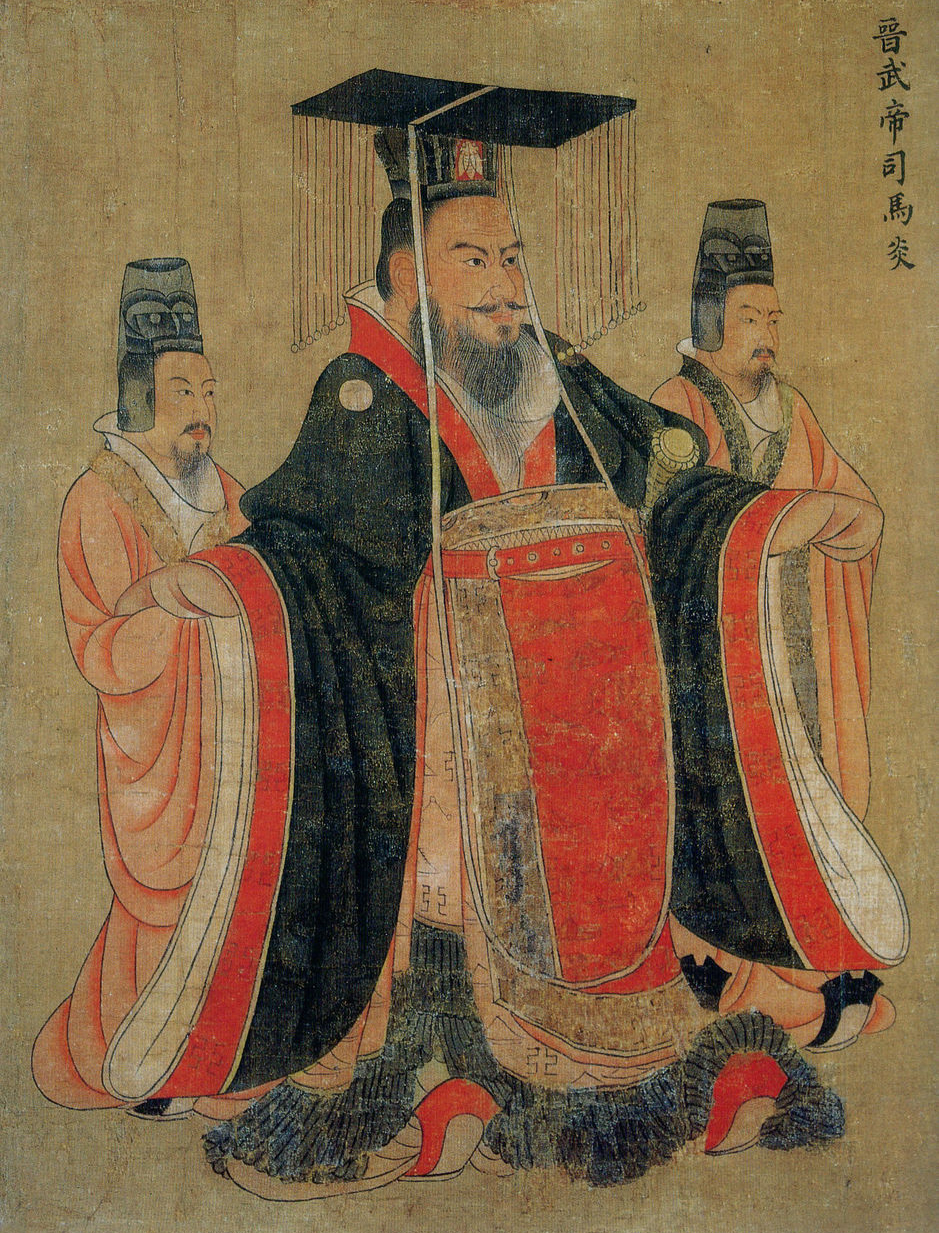
Sima Yan

Bereits vor der Einigung des Landes begann sich die politische Kultur in der Jin-Dynastie zu verschlechtern. Die Wei-Dynastie versuchte eine Politik durchzusetzen, nach der zivile und Militärbeamte nach ihren Fähigkeiten statt nach Ansehen und Abstammung befördert werden sollten. Die Sima-Familie jedoch fürchtete eine Wiederholung einer Usurpation ähnlich der ihren, weshalb die Jin-Herrscher, Beamten und Militärs gegenüber Nichtfamilienmitgliedern besonders misstrauisch eingestellt waren. Dies führte dazu, dass in der Jin-Dynastie die mit der Kaiserfamilie verwandten Adelsfamilien besonders bevorzugt wurden und dadurch eine besondere Machtposition erhielten. Zugleich kam in der Gesellschaft die Sitte auf, besonderen Luxus zur Schau zu stellen. Kleinere Beamte, die nicht zu den großen Familien gehörten, versuchten mittels Korruption mit den Mächtigen anzubandeln. Korruption und überschwänglicher Luxus wurden zur Mode. Es gab damals kaum einen Beamten, der nicht korrupt war. Obwohl Sima Yan wiederholt seine Beamten zur Sparsamkeit ermahnte, konnte er sich selbst dem herrschenden Zeitgeist nicht entziehen. So blieben seine Ermahnungen lediglich Lippenbekenntnisse. Es wurde berichtet, dass damals in der Hauptstadt Luoyang ein sehr reicher Mann namens Shi Chong (石崇,  Shí Chóng) mit einem Verwandten des Kaisers namens Wang Kai (王愷 / 王恺,  Wáng Kăi) um die Größe des jeweiligen eigenen Reichtums wetteiferte, indem jeder noch größere Paläste für sich erbauen ließ. Der Kaiser unterließ es nicht nur, dieses Verhalten zu unterbinden, sondern griff seinem Verwandten auch noch unter die Arme und stachelte den Wettkampf damit weiter an.
Die wichtigsten Minister und Generäle des Reiches waren untereinander zerstritten. Vor allem um die Strategie gegen Wu und um die Frage der Nachfolge entbrannten erbitterte Kämpfe, die zur Parteibildung führten. Yang Hu und Zhang Hua (張華 / 张华,  Zhāng Huá) befürworteten einen sofortigen Angriff auf Wu. Jia Chong und andere Minister waren dagegen. Nach der Vereinigung erkannte Jia Chong seinen Fehler, machte jedoch seinen Gegner zu seinem erbitterten Feind. In der Nachfolgerfrage wurde der Streit noch gravierender. Es war damals schon klar, dass der Kronprinz Sima Zhong geistig minderbemittelt war. Einige Minister rieten dem Kaiser deshalb, statt seines Sohnes seinen jüngeren Bruder Sima You (司馬攸 / 司马攸,  Sīmǎ Yōu) als Nachfolger zu bestimmen, da sie der Meinung waren, dass Sima You eher dazu geeignet war den Staat zu lenken. Andere Minister waren jedoch dagegen, da sie dies als eine Störung der Tradition sahen. Letzten Endes folgte Sima Yan der Tradition und beschloss, seinen Sohn zum Thronfolger zu bestimmen.
In der militärischen Organisation teilte der Kaiser die Peripherie des Reiches in Königreiche und belehnte seine direkten Verwandten als Könige, die auch die militärische Macht über die entsprechenden Regionen besaßen. Nach der Vereinigung begann er zudem die militärische Macht außerhalb seiner eigenen Familie zu beschneiden. Diese Maßnahmen waren alle dazu gedacht, die Bedrohung durch ehrgeizige Generäle zu reduzieren, führten jedoch dazu, dass die peripheren Königreiche allmählich mächtiger wurden als die Zentralregierung. Zur gleichen Zeit kamen immer mehr Einwanderer der Steppenvölker aus dem Westen und Norden nach China. Diese wurden oft von den Han-Chinesen herabwürdigend behandelt und waren besonders der Willkür der Beamten ausgesetzt. Die Konflikte zwischen den Han-Chinesen und den Einwanderern führten dazu, dass ein Beamter im Hof dem Kaiser vorschlug, die Einwanderer zu vertreiben. Der Kaiser lehnte den Vorschlag ab. Der Konflikt zwischen Kulturen und Völkergruppen schwelte weiter und kam zum Ausbruch, als die Zentralregierung kollabierte.
Sima Yan selbst war sexsüchtig. 273 befahl er, dass im ganzen Land keine Heirat ausgeführt werden durfte, um ungehindert Frauen für seinen Harem auswählen zu können. Nach der Vernichtung von Wu nahm er dann auch den 5.000 Frauen umfassenden Harem von Sun Hao auf, so dass sein Harem über 10.000 Menschen beherbergte. Er konnte die gravierenden sozialen Probleme der Korruption, der Parteibildung, der Machtverlagerung nach außen und der Einwanderung nicht lösen. Das alles führte dann später zum Ausbruch der Wirren der acht Könige.

#### Die Wirren der acht Könige
| Die acht Könige    |            |                   |            |
| Königstitel        | Name       | Königstitel       | Name       |
| König von Runan    | Sima Liang | König von Chu     | Sima Wei   |
| König von Zhao     | Sima Lun   | König von Qi      | Sima Jiong |
| König von Hejian   | Sima Yong  | König von Chengdu | Sima Ying  |
| König von Changsha | Sima Ai    | König von Donghai | Sima Yue   |

290 starb Sima Yan und sein Sohn Sima Zhong wurde Kaiser. Der in die Königsfamilie eingeheiratete Yang Jun (楊駿 / 杨骏,  Yáng Jùn) wurde zum wichtigsten Minister am Hof. Die Geschichtsbücher berichten, dass er Frösche quaken hörte, während er eines Tages in einem Garten wanderte, und daraufhin seinen Begleiter fragte: „Ist dieser Ruf amtlich oder privat?“. Später, als Hungersnöte ausbrachen, sagte er zu seinen Untergebenen: „Warum essen Sie kein Fleisch?“ Da der Kaiser nicht in der Lage war, die Staatsgeschäfte zu erledigen, nutzte seine ehrgeizige Kaiserin Jia Nanfeng (賈南風 / 贾南风,  Jiă Nánfēng) die Gelegenheit, um in die Politik einzugreifen. Yang Jun und die Kaiserin wurden zu erbitterten Feinden. Um seine Macht zu sichern besetzte Yang Jun Schlüsselpositionen der kaiserlichen Garde mit Leuten aus seiner eigenen Sippe, was zur Ablehnung der auswärtigen Könige und einigen Beamten führte. 291 verbündete sich Kaiserin Jia mit dem König von Chu (楚,  Chŭ) Sima Wei (司馬瑋 / 司马玮,  Sīmǎ Wĕi) und beauftragte den König von Runan (汝南,  Rǔnán) Sima Liang (司馬亮 / 司马亮,  Sīmǎ Liàng) mit den Regierungsgeschäften. Bald darauf nutzte sie die Uneinigkeiten der beiden Könige und enthob beide ihrer Ämter. Später beschuldigte sie Sima Wei des Hochverrats und ließ ihn töten. Damit gewann Kaiserin Jia den Machtkampf. Durch Ernennung fähiger Minister konnte sie zunächst die Situation beruhigen.
294 und 296 kam es wieder zu Invasionen durch die Xiongnu im Nordwesten. Besonders die Invasion von 296, die drei Jahre andauerte, brachte die Jin-Armee stark in Bedrängnis. Am Hof wurde wieder vorgeschlagen, die Einwanderer zu vertreiben, aber in Wirklichkeit war dies bereits nicht mehr möglich.
Der Kronprinz wurde nicht von Kaiserin Jia geboren, deswegen wollte sie ihn beseitigen. 300 beschuldigte sie den Kronprinzen des Verrats und setzte ihn ab. Der König von Zhao (趙 / 赵,  Zhào) Sima Lun (司馬倫 / 司马伦,  Sīmǎ Lùn) riet Kaiserin Jia zuerst, den Kronprinzen zu töten, verbündete sich danach aber mit dem König von Qi Sima Jiong (司馬冏 / 司马冏,  Sīmǎ Jiŏng). Die beiden töteten Kaiserin Jia und ihre Vertrauten mit der Begründung, den Kronprinzen zu rächen. 301 ließ Sima Lun sich selbst zum Kaiser ausrufen. Im März verbündete sich Sima Jiong mit den Königen von Hejian (河間 / 河间,  Héjiān), Sima Yong (司馬顒 / 司马颙,  Sīmǎ Yóng), von Chengdu, Sima Ying (司馬穎 / 司马颖,  Sīmǎ Yĭng), und Changshan(常山,  Chángshān), Sima Ai (司馬乂 / 司马乂,  Sīmǎ Ài). Die vereinigten Armeen schlugen Sima Lun. Sima Lun und seine Anhänger wurden getötet und der alte Kaiser wieder eingesetzt. Sima Jiong wurde Regent. 302 verbündeten sich Sima Ying, Sima Ai und Sima Yong erneut, dieses Mal gegen Sima Jiong. Sima Jiong und seine Anhänger wurden getötet, Sima Ai wurde Regent.
303 wiederum verbündete sich Sima Ying mit Sima Yong gegen Sima Ai, wurde jedoch immer wieder von Sima Ai geschlagen. Anfang 304 kam es in der Hauptstadt Luoyang zu einer Lebensmittelknappheit. Der in der Stadt befindliche König von Donghai (東海 / 东海,  Dōng Hǎi), Sima Yue (司馬越 / 司马越,  Sīmǎ Yuè) und Soldaten der kaiserlichen Garden überwältigten Sima Ai, öffneten die Stadttore und kapitulierten vor den Truppen Sima Yings und Sima Yongs. Sima Ai wurde lebendig verbrannt. Die drei Könige teilten die wichtigsten Staatsämter unter sich. Sima Ying zwang den Kaiser, ihn als Nachfolger zu bestimmen. Kurze Zeit später verbündete sich Sima Yue mit anderen Kräften und griff Sima Ying an. Doch er wurde geschlagen und flüchtete in seine eigene Domäne zurück.
Damit waren die Unruhen nicht zu Ende. Sima Yue verbündete sich wieder mit seinem Bruder Sima Teng (司馬騰 / 司马腾,  Sīmǎ Téng) und anderen Kräften und griff Sima Ying erneut an. Sima Ying und Sima Yong verbündeten sich, wurden jedoch 305 geschlagen. Beide wurden später getötet. Kaiser Hui wurde kurze Zeit danach vergiftet. Sima Chi wurde zum Kaiser Huai ausgerufen, Sima Yue wurde Regent. Damit waren die Wirren der acht Könige beendet.

#### Die fünf Hu

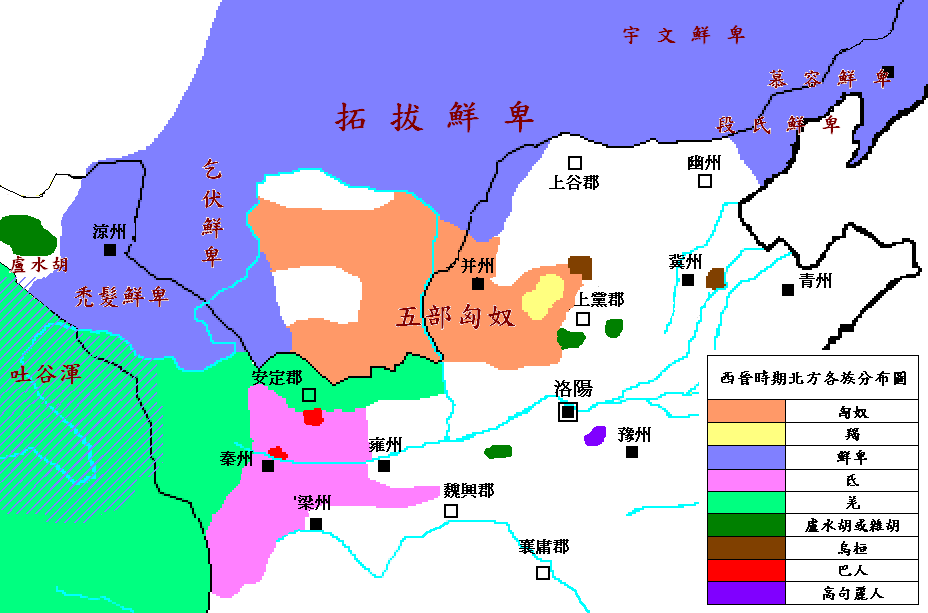
Die Stammesgebiete der nördlichen Völker während der Westlichen Jin. Hellbraun ist Xiongnu, gelb ist Jie, hellblau ist Xianbei, hellgrün ist Qiang, pink ist Di

Bereits zur Han-Zeit begannen die umgebenden Nomadenvölker in China einzuwandern. Zur Wei-Zeit wurden diese Nomadenvölker aktiv ins Land geholt, unter anderem als militärische Hilfstruppen. Zur Zeit der Jin war dieser Prozess bereits unumkehrbar.
Während der Wirren der acht Könige wurde die Macht der Sima-Familie sowohl in der Zentralregierung wie auch auf der Lokalebene immer weiter abgeschwächt. Die eingewanderten Volksgruppen rebellierten zunehmend. 304 rief sich Li Xiong (李雄,  Lĭ Xióng) als König aus und errichtete das Reich Cheng-Han. Zwei Jahre später ernannte er sich zum Kaiser. Ebenfalls im Jahr 304 rief Sima Ying während einer Belagerung den Führer der Xiongnu Liu Yuan zu Hilfe. Liu machte sich bei dieser Gelegenheit selbständig. 308 ließ er sich zum Kaiser ausrufen und gründete den Staat Han-Zhao. Damit begann das Zeitalter der Sechzehn Reiche.
Liu Yuans Sohn Liu Cong plünderte 311 Luoyang, ferner griff der General Shi Le (石勒,  Shí Lè) im Osten Chinas an. Zu den Kriegswirren kam noch eine Heuschreckenplage dazu. Sima Yue beschloss sich Shi Le zu stellen.
311 starb Sima Yue an einer Krankheit. Seine Armee wurde beim Rückzug von Shi Le überraschend angegriffen und vernichtend geschlagen. Damit wurde die Elitetruppe der Jin vernichtet. Liu Cong nutzte die Gelegenheit und ließ seine Truppen bis Luoyang vorstoßen, das noch 311 eingenommen wurde. Über 30.000 Menschen wurden bei den anschließenden Plünderungen getötet und der Kaiser gefangen genommen. 313 wurde Kaiser Huai getötet. Sima Ye bestieg als Kaiser Min in Chang’an den Thron. Doch bald wurde Chang’an selbst von Han-Zhao belagert. 316 kapitulierte der Kaiser vor Liu Cong und wurde später getötet. Damit war die Westliche Jin untergegangen. In Nordchina begann das Zeitalter der Sechzehn Reiche.
Nach dem Untergang der Westlichen Jin gab es im Norden zuerst noch drei abgetrennte Gebiete, die sich loyal zu Jin verhielten. Diese wurden jedoch in den folgenden Jahren entweder vernichtet oder zur Aufgabe ihrer Position gezwungen.

### Geschichte der Östlichen Jin

#### Flucht nach Süden und innere Unruhe
Der erste Kaiser der Östlichen Jin-Dynastie, Sima Rui, war ursprünglich Parteigänger von Sima Yue. Damals war das Gebiet südlich des Jangtsekiangs kaum von Krieg und Unruhe verheert worden. Die Bewohner der Gegend waren in große Sippen aufgeteilt. Sie fühlten sich von den Jin-Kaisern benachteiligt, weshalb viele von ihnen den alten Wu-Staat wiedererrichten wollten. Es kam in den Jahren 303, 305 und 310 wiederholt zu Aufständen, welche jedoch von Jin-freundlichen Kräften der Sippe Zhou niedergeschlagen werden konnten. Nach den Wirren der acht Könige nahm Sima Rui den Vorschlag seiner Berater an und verlegte seine Armee nach Jiankang. Er versuchte die dortigen Sippen für sich zu gewinnen und konnte so die Situation stabilisieren. Dies führte dazu, dass viele große Adelsfamilien und Mitglieder der Kaiserfamilie ihm folgten.
317, nach dem Untergang der Westlichen Jin-Dynastie, ließ Sima Rui den Jin-Hof nach Jiankang verlegen. Er selbst wurde Kaiser Yuan. In der Geschichte wird diese Dynastie als Östliche Jin-Dynastie bezeichnet. Nach der Beruhigung der Lage wurden am neuen Jin-Hof wieder die alten, aus dem Norden geflüchteten Adelsfamilien bevorzugt. Dies sorgte für Unmut unter den eingesessenen Sippen. Es kam zu mehreren Umsturzversuchen, die jedoch alle durch Verrat scheiterten. Um die Lage zu beruhigen, versuchte der Jin-Hof die mächtigen Sippenverbände zu entzweien und zugleich kleinere, lokale Sippen zu fördern. Trotzdem blieb die Spannung zwischen den Einwanderern und den einheimischen Bewohnern bestehen. Zur gleichen Zeit blieben die Konflikte zwischen den Adelsfamilien und den einfachen Leuten, der Zentralregierung und der Peripherie sowie den Adelsfamilien und der Kaiserfamilie bestehen, die bereits in der Westlichen Jin verbreitet waren. Aufgrund dessen blieb die Östliche Jin insgesamt von Unruhe geplagt.
Da die Bedrohung aus dem Norden weiter bestand, musste sich die Östliche Jin-Dynastie auf Generäle stützen, um die Grenze zu beschützen. Diese Generäle wiederum waren meist Mitglieder der mächtigen Adelsfamilien. Sie befehligten starke Truppenverbände und waren oft ehrgeizig. Es drohte immer die Gefahr, dass sie gegen die Zentralregierung rebellierten. Anfangs vertraute Jin Yuandi der Familie Wang, vor allem Wang Dun (王敦,  Wáng Dūn) wurde die militärische Leitung anvertraut. Wang Dun war sehr hochmütig, so dass sich der Kaiser allmählich von ihm entfernte. Um seine Macht zu beschneiden, setzte der Kaiser andere Minister ein. Dies sorgte bei Wang Dun für Unmut. 322 griff er die Hauptstadt an und erschlug die vom Kaiser eingesetzten Minister. Der Kaiser erlitt einen Schock und starb kurz darauf. Sein Kronprinz Jin Mingdi (晉明帝 / 晋明帝,  Jìn Míngdì) bestieg den Thron. Wang Dun bereitete eine Machtübernahme vor, erkrankte aber 324 schwer. Jin Mingdi nutzte die Gelegenheit und setzte Wang Dun ab. Trotzdem blieb die Familie Wang weiterhin am Hof tonangebend.
325 starb Jin Mingdi, sein Kronprinz Jin Chengdi (晉成帝 / 晋成帝,  Jìn Chéngdì) wurde Kaiser. Es kam zu schweren Differenzen zwischen der Zentralregierung und den Generälen, die nördlich des Jangtsekiangs die Grenze überwachten. 327 rebellierte die Armee an der Grenze des Huai-Flusses. Sie erstürmte die Hauptstadt und nahm den Kaiser gefangen. Mit Hilfe des Generals von Hubei konnte die Rebellion 329 niedergeschlagen werden.

#### Nordexpeditionen
Nach der Errichtung der Östlichen Jin-Dynastie forderten viele der nach Süden Geflüchteten eine Rückeroberung ihrer Heimat. Allerdings hatten sich einige der großen Adelsfamilien bequem im Süden eingerichtet und waren zufrieden mit ihrer Situation. Schwerwiegender war die Befürchtung am Hof, dass erfolgreiche Generäle zu Volkshelden werden könnten und somit den Kaiserthron in Gefahr brächten. Deswegen wurden großangelegte Nordexpeditionen ungern gesehen.
Am Anfang der Östlichen Jin-Dynastie benutzte der Hof eine Strategie der Verteidigung. 317 wollte Zu Ti (祖逖,  Zŭ Tì) eine Nordexpedition starten, doch der Hof stellte ihm nur wenige Truppen zur Verfügung. Zu Ti organisierte daraufhin eine Armee aus den Flüchtlingen. In Zusammenarbeit mit den lokalen Milizen konnte er erfolgreich das gesamte Gebiet südlich des Gelben Flusses zurückerobern. Da es zur gleichen Zeit zu Unruhen im Land kam und der Hof um sein Ansehen fürchtete, wurde er 321 ersetzt. Damit waren dessen Pläne zur Eroberung weiterer Gebiete nördlich des Gelben Flusses hinfällig geworden. Zu Ti starb schwer enttäuscht. Das von ihm eroberte Land ging wieder verloren. Später versuchten einige andere Generäle vom heutigen Hubei aus nach Norden vorzustoßen. Ihre Pläne wurden jedoch allesamt vom Hof abgelehnt.
346 vernichtete Huan Wen (桓温,  Huán Wēn), General in Hubei, erfolgreich Cheng-Han. Dadurch gewann er großes Ansehen und den Neid des Großadels. Obwohl er mehrfach um Erlaubnis bat, Expeditionen in den Norden durchführen zu dürfen, wurde ihm dies verweigert. Stattdessen, um dennoch den Wünschen des Volkes Rechnung zu tragen, wurden andere Generäle mit dieser Aufgabe betraut. All diese Expeditionen scheiterten jedoch, so dass sich der Hof 354 gezwungen sah, Huan Wens Bitte nachzugeben. Huan Wen startete drei Nordexpeditionen. Bereits im Februar 354 griff er die Frühere Qin an. Der Kaiser der Früheren Qin, Fu Jian (苻健,  Fú Jiàn), verfolgte eine defensive Strategie. Huan Wen konnte nicht für ausreichend Nachschub sorgen und musste abziehen. 356 startete er erneut eine Expedition. Er konnte die alte Hauptstadt Luoyang erobern. 358 schlug er vor, Luoyang wieder als Hauptstadt zu benutzen, dies wurde jedoch vom Hof abgelehnt. Während der Regierungszeiten Jin Aidis (晉哀帝 / 晋哀帝,  Jìn Āidì) und Jin Feidis (晉廢帝 / 晋废帝,  Jìn Fèidì) hatte er den Hof bereits weitgehend unter Kontrolle. 369 wollte Huan Wen mit einer erfolgreichen, weiteren Nordexpedition den Weg für die Übernahme des Throns ebnen. Er schlug zuerst die Armee der Früheren Yan. Da er erneut seinen Nachschub nicht sichern konnte, musste er abermals abziehen. Der Rückzug war schlecht organisiert. Die Armee der Früheren Yan konnte die Gelegenheit nutzen und Huan Wen eine Niederlage bereiten. 371 setzte Huan Wen Jin Feidi ab und setzte Jin Jianwendi (晉簡文帝 / 晋简文帝,  Jìn Jiănwéndì) ein. Dieser starb im Jahr darauf, Jin Xiaowudi (晉孝武帝 / 晋孝武帝,  Jìn Xiàowŭdì) wurde Kaiser. Huan Wen verlangte, die Neun Ehrenzeichen (九錫 / 九锡,  Jiŭxī) zu erhalten. Der Minister Xie An hielt Huan Wen hin, der kurz darauf wegen Krankheit starb, wodurch der Östlichen Jin ein vorzeitiges Ende erspart blieb.

#### Die Schlacht am Feishui
Xie An setzte seinen Neffen Xie Xuan als General für das Gebiet zwischen den Flüssen Huai und Jangtse ein. Um die Armee der Zentralregierung zu verstärken, rekrutierte er Truppen unter den Einwohnern dieses Gebietes sowie unter den Flüchtlingen, die besonderes Interesse an der Verteidigung gegen den Norden hatten. Damit schuf er die Beifu-Armee (北府軍 / 北府军,  Bĕifŭ Jūn), die später die Hauptarmee der Jin und der südlichen Dynastien wurde.
Bereits als der Kaiser der Früheren Qin Fu Jian (苻堅 / 苻坚,  Fú Jiān) 370 die Frühere Yan vernichtet hatte, plante er einen Angriff auf die Östliche Jin, um China zu vereinigen. 378 eroberte er Hubei und versuchte Xuzhou einzunehmen, wurde jedoch abgewehrt. 382 konnten seine Truppen das westliche Hinterland befrieden. Im August des darauf folgenden Jahres war Fu Jian der Meinung, dass nun die Zeit reif sei für einen Angriff auf den Süden. Er mobilisierte das gesamte Militär des Landes und zog nach Süden. Die Nachricht vom Aufmarsch Fu Jians war wie ein Schock für die Östliche Jin. Xie An versuchte, die Lage zu beruhigen, gab Xie Shi (謝石 / 谢石,  Xiè Shí) den Befehl über die Hauptstreitkräfte und setzte Xie Xuan als Kommandeur der Vorhut ein, um Fu Jian abzuwehren. Zu dieser Zeit verfügte Fu Jian über Truppen von 600.000 Mann, während die gesamte Beifu-Armee der Jin lediglich 80.000 Soldaten zählte.
Fu Jian sandte General Zhu Xu (朱序,  Zhū Xù), der gerade vor ihm kapituliert hatte, zu Xie Shi, um auch diesen zur Kapitulation zu bewegen. Zhu Xu verriet Xie Shi jedoch die Stärken und Schwächen der Qin-Armee und entwickelte mit ihm eine Strategie zur Abwehr von Fu Jians Armee. Im November 383 trafen die beiden Armeen am Fluss Fei (淝水,  Féishuĭ) in der heutigen Provinz Anhui aufeinander. Xie Shi ließ seine Truppen überall im hohen Gras Standarten eingraben, damit seine Armee zahlenmäßig größer erschien, um einen Angriff von Fu Jian zu verhindern. Im Dezember bat Xie Xuan Fu Jian darum, ein wenig zurückzuweichen, damit die Armee des Südens über den Fluss setzen konnte und eine Entscheidungsschlacht geschlagen werden konnte. Fu Jian willigte ein. Jedoch geschah der Rückzug ungeordnet und die Jin Generäle, die zuvor kapituliert hatten, verbreiteten in den hinteren Reihen von Fu Jians Truppen, die Schlacht sei verloren und die Armee deshalb auf dem Rückzug. Die gesamte Schlachtordnung der Qin geriet ins Wanken, noch bevor es überhaupt zum Feindkontakt kam. Die Vorhut der Jin nutzte die Gelegenheit und griff an. Die Qin Armee erlitt eine totale Niederlage. Fu Jian wurde von einem Pfeil verletzt. Diese Schlacht war in der Geschichte der Östlichen Jin von herausragender Bedeutung.
Nach der Schlacht wurde Xie An der Oberbefehlshaber des Militärs und übernahm die Aufgabe, die nun zerfallene Frühere Qin zu erobern. 384 befahl er Xie Xuan einen Feldzug nach Norden durchzuführen. Um die Versorgung diesmal besser zu garantieren, errichtete man einen Kanal. Diese Expedition konnte alle Gebiete nördlich des Gelben Flusses zurückerobern. Auch das verlorene Sichuan konnte die Jin-Armee zurückgewinnen. Während Xie Xuan für weitere Expeditionen nördlich des Gelben Flusses Vorbereitungen traf, schwelte der Neid auf dessen Erfolge am Hof. Der damalige Staatsminister Sima Daozi (司馬道子 / 司马道子,  Sīmǎ Dàozĭ) befahl Xie Xuan die Vorbereitungen aufzugeben, da er meinte, die Armee hätte ihre Kapazitäten überstrapaziert. Dies verhinderte weitere Feldzüge nach Norden.

#### Parteikämpfe und Machtübernahme von Huan Xuan
Sima Daozi war der jüngere Bruder Kaiser Xiaowus (晉孝武帝 / 晋孝武帝,  Jìn Xiàowǔdì) und genoss sein großes Vertrauen. Nach der Schlacht von Feishui begann er gegen Xie An und Xie Xuan zu intrigieren. Nachdem diese kurz darauf starben, zerfiel die Einheit, die während der Krise geherrscht hatte. Der Oberbefehl über die Beifu-Armee wurde von Wang Gong (王恭,  Wáng Gōng) übernommen. Huan Xuan wurde das Oberhaupt der mächtigen Familie Huan. 390 wurde Kaiser Xiaowu zunehmend unzufrieden mit seinem Bruder. Um dessen Macht zu schwächen, installierte er Angehörige der Familie Wang als Gegengewicht zu Sima Daozi. Dieser jedoch sorgte ebenfalls dafür, dass wichtige Posten an seine eigenen Leute gingen. So begannen in immer stärkerem Ausmaße wie in der Peripherie auch am Hof Parteibildung und Kämpfe. 396 wurde Kaiser Xiaowu von einer seiner Konkubinen ermordet. Sein Nachfolger wurde Kaiser An (晉安帝 / 晋安帝,  Jìn Āndì), der allerdings schwachsinnig gewesen sein soll, was dazu führte, dass er nicht in der Lage war, den eskalierenden Parteikämpfen Einhalt zu gebieten. Wang Gong und Huan Xuan bekämpften Sima Daozi schließlich sogar militärisch. Beide Seiten hatten wechselseitige Erfolge. Auch ein Friedensabkommen löste das Problem nicht. Besonders Huan Xuan wurde immer mächtiger.
Da Sima Daozi an der Loyalität der Beifu-Armee zweifelte, befahl er seinem Sohn Sima Yuanxian (司馬元顯 / 司马元显,  Sīmǎ Yuánxiăn), eine eigene Armee unter den Bauern der lokalen Großfamilien zu rekrutieren. Dies weckte Widerstand bei diesen Familien. Sie unterstützten die Rebellion der daoistischen Sekte Fünf Scheffel Reis (五斗米道,  Wŭdŭomĭ Daò) mit ihrem Anführer Sun En (孫恩 / 孙恩,  Sūn Ēn). 401 griff diese Sekte sogar die Hauptstadt an, wurde jedoch von Liu Yu zurückgeschlagen. Aber auch nach dem Tod von Sun En im März 402 setzte sich der Aufstand fort.
Sima Yuanxian hatte Angst, dass Huan Xuan die Rebellion zu einem Angriff nutzen könnte und beschloss deshalb, einen Präventivschlag gegen Huan Xuan zu starten. Zur gleichen Zeit griff auch Huan Xuan an. Am Ende wurde Sima Yuanxian geschlagen und Huan Xuan konnte durch Verrat schnell die Hauptstadt erobern. Sima Yuanxian und Sima Daozi wurden getötet. Huan Xuan wurde der mächtigste Mann am Hof. Anfangs versuchte Huan Xuan den Hof zu reformieren. Jedoch hatte er die Regierungsgeschäfte nicht unter Kontrolle. Er regierte mit zunehmender Willkür und frühere Verbündete wurden zu Feinden. 403 ließ Huan Xuan Kaiser An absetzen und rief sich selbst zum Kaiser von Chu, später bekannt als Huan Chu (桓楚,  Huán Chŭ), aus, regierte aber nur etwa ein Jahr. Im darauf folgenden Jahr rebellierten Liu Yu und andere Generäle der Beifu-Armee. Sie vertrieben Huan Xuan aus der Hauptstadt, und auf seiner Flucht nach Sichuan wurde er getötet. Angehörige seiner Familie führten aber den Kampf weiter. Erst 405 wurde die Familie Huan vollständig besiegt. Kaiser An wurde wieder eingesetzt, aber der mächtigste Mann im Staat hieß nun Liu Yu.

#### Liu Yu wird Kaiser
Nachdem Liu Yu die Macht am Hof an sich gerissen hatte, griff er 412 den Gouverneur von Hubei an, um einen Konkurrenten auszuschalten. 413 annektierte er das mittlerweile selbständig gewordene Sichuan.
Eine weitere Bedrohung für ihn war die Rebellion der Fünf Scheffel Reis. Nach dem Tod von Sun En führte sein Schwager Lu Xun (盧循 / 卢循,  Lú Xún) den Aufstand fort. 404 besetzte Lu Xun Guangzhou. Der Hof ernannte ihn daraufhin zum Gouverneur von Guangzhou, um sich Ruhe vor dem Aufstand zu erkaufen. 410, während Liu Yu gerade auf einem Feldzug gegen die Südliche Yan war, nutzte Lu Xun die Gelegenheit und griff die Hauptstadt an. Liu Yu eilte zurück und schlug Lu Xun. Im Jahr darauf wurde Lu Xun getötet und die Rebellion endgültig niedergeschlagen.
Nachdem sich Liu Yu seiner Widersacher entledigt hatte, führte er zwei Feldzüge als Vorbereitung für die Übernahme des Thrones durch. Der erste war 409 gegen die Südliche Yan gerichtet. Der Kaiser der Südlichen Yan Murong Chao (慕容超,  Mùróng Chāo) war wiederholt in das Jin-Gebiet eingefallen. Liu Yu eroberte die Hauptstadt der Südlichen Yan, nahm Murong Chao gefangen und beendete damit die Dynastie der Südlichen Yan. Nur die Rebellion von Lu Xun zwang ihn zum Rückzug. Im Dezember 416 startete Liu Yu seinen zweiten Feldzug. Diesmal gegen die Spätere Qin. Die Spätere Qin wurde zu dieser Zeit bereits stark vom Königreich Xia bedrängt. 417 eroberte Liu Yu Chang’an und vernichtete damit die Spätere Qin. Aber zur gleichen Zeit verstarb der General, welchen er in seiner Hauptstadt zurückgelassen hatte, um während seines Feldzuges für die Aufrechterhaltung der Ordnung zu sorgen. Aus Sorge vor Unruhen und einem Staatsstreich kehrte Liu Yu hastig zurück. Die von ihm in Chang’an zurückgelassenen Generale waren zerstritten, während sie sich Angriffen der Xia ausgesetzt sahen. Liu Yu erkannte die Lage und befahl ihnen den Rückzug. Danach begann Liu Yu die Übernahme der Regierung vorzubereiten. Er tötete Kaiser An und setzte den jüngeren Bruder des Kaisers, Sima Dewen (司馬德文 / 司马德文,  Sīmǎ Déwén), als dessen Nachfolger ein. 420 setzte Liu Yu schließlich Sima Dewen ab und rief sich selbst zum Kaiser der Früheren Song-Dynastie aus. Damit war die Östliche Jin-Dynastie beendet.

## Territorium und Verwaltungsgliederung

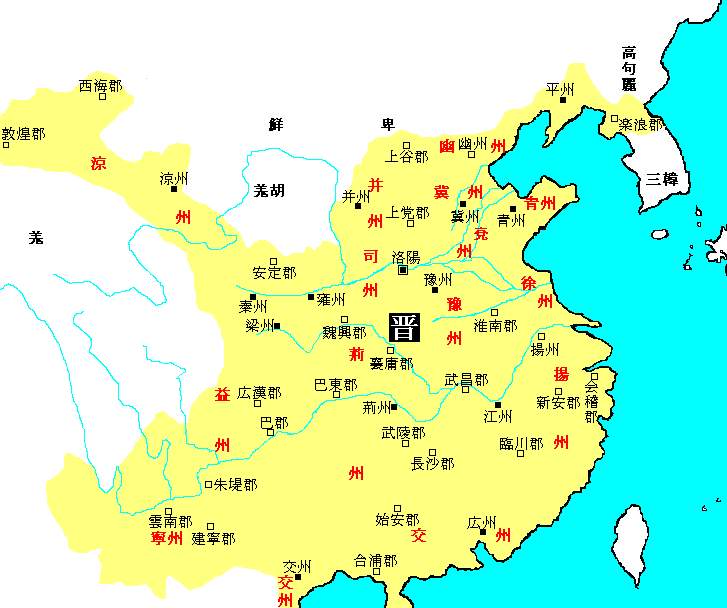
Das Territorium von Jin zu Beginn der Dynastie

Die Westliche Jin erbte das Territorium des Staates Wei und eroberte später auch das von Wu. Nach Norden bildeten die heutigen Provinzen Shanxi, Hebei und Liaoning seine Grenze, wo die Völker der Xiongnu, Xianbei und Goguryeo lebten. Im Osten bildete die pazifische Küste ihre Grenze. Nach Süden reichte das Territorium bis in den Norden des heutigen Vietnam. Nach Westen dehnte sich die Westliche Jin bis ins heutige Gansu und Yunnan aus. Dort grenzte sie an die Gebiete der Xiongnu, Qiang und Di.
Die Westliche Jin übernahm die Gebietsaufteilung der Östlichen Han und gliederte das Land in Provinzen (州,  Zhōu), Präfekturen (郡,  Jùn) und Kreise (縣 / 县,  Xiàn). Wei besaß 12 Provinzen. Nachdem Wei Shu Han vernichtet hatte, erhöhte sich deren Zahl auf 14. 265, als die Westliche Jin Wei beerbte, nahm sie eine Gebietsreform vor und teilte das Land in 17 Provinzen. 280 nach der Vernichtung von Wu kamen noch vier weitere Provinzen hinzu, wobei zwei von diesen sogleich mit vorhandenen Provinzen zusammengelegt wurden. Damit bestand Jin zu diesem Zeitpunkt aus 19 Provinzen. Diese wurde nach und nach aufgeteilt, so dass es im Jahr 307 insgesamt 21 Provinzen gab. Unter den Provinzen wurde das Land in Präfekturen und Königreiche aufgeteilt. Kaiser Wu befürchtete einen Putsch durch zu mächtige Minister oder Generäle und belehnte deshalb seine direkten Verwandten mit den Königtümern. Die Könige besaßen Steuerrechte und das Recht Truppen auszuheben und zu unterhalten, wobei diese hauptsächlich für die Lokalverteidigung gedacht waren. Die Königreiche und Präfekturen wurden als auf derselben Verwaltungsebene stehend angesehen. Die Ebene darunter bildeten die Kreise, wobei Herzogtümer und Grafschaften mit den Kreisen auf einer Stufe standen.

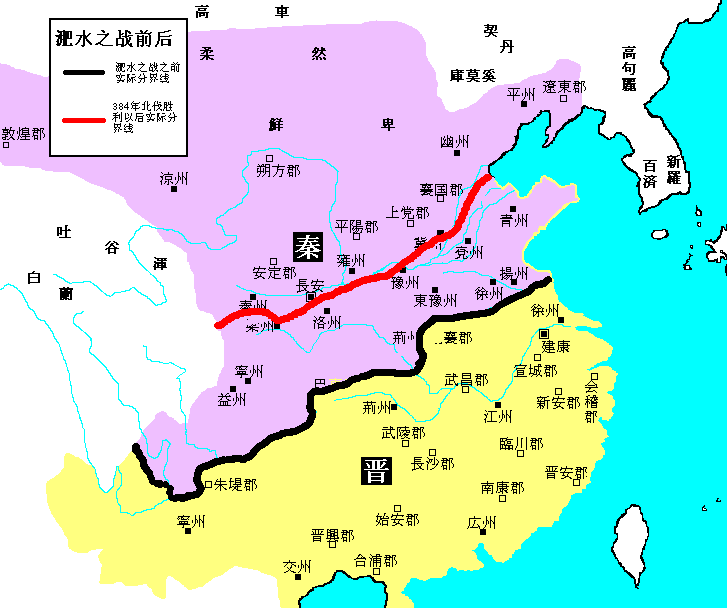
Östliche Jin (gelbe Fläche) vor (schwarz) und nach (rot) der Schlacht am Feishui

Die Östliche Jin übernahm das dreistufige System der Westlichen Jin. Aber über die Jahre wurden die Gebiete geteilt und die Gliederungseinheiten territorial immer kleiner. Zu Beginn der Östlichen Jin kamen viele Flüchtlinge aus dem Norden. Um den Interessen der geflüchteten Großadelsfamilien zu genügen, rechnete der Staat Flüchtlinge aus dem Norden immer noch den Provinzen, Präfekturen und Kreisen zu, aus denen sie ursprünglich stammten. Diese Gebiete hatten kein Territorium, aber die Menschen, die ihnen zugerechnet wurden, leisteten offiziell noch immer ihre Steuern und Arbeitsdienste für sie. Später wurden diesen Einheiten, welche man Einwandererprovinzen, -präfekturen und -kreise (僑州郡縣 / 侨州郡县,  Qiáo Zhōujùnxiàn) nannte, dann auch Gebiete zugewiesen.
Je nach militärischem Erfolg oder Misserfolg veränderte sich die Nordgrenze der Östlichen Jin stark. Im Westen entstanden in der Provinz Sichuan immer wieder eigenständige Regierungen. Nur im Süden blieb die Grenze weitgehend stabil. Anfangs hatte die Östliche Jin nur noch das Gebiet südlich des Huai-Flusses. Während der Nordexpeditionen von Huan Wen konnten Shandong und Henan zurückerobert werden. Vor der Schlacht am Feishui hatte die Östliche Jin nur noch sieben Provinzen sowie neun Einwandererprovinzen. Nach dieser Schlacht dehnte sich ihr Territorium bis zum Gelben Fluss aus. Mit der Machtergreifung Huan Xuans, schrumpfte das Gebiet wieder. Liu Yu konnte während seiner zweiten Nordexpedition sogar Chang’an zurückerobern, musste aber das Eroberte bald wieder aufgeben. Zum Ende der Östlichen Jin hatte sie 17 Provinzen und acht Einwandererprovinzen, insgesamt also 25 Provinzen.

## Politisches System
Das politische System der beiden Jin-Dynastien wurde von den großen Adelshäusern bestimmt. Das System der großen Adelshäuser entstand bereits zur Zeit der Han- und Wei-Dynastie. Sie wurden vor allem durch Lokalgrößen sowie Familien gebildet, die bereits seit Generationen im höheren Staatsdienst standen. Wei benutzte ein neunstufiges Beamtensystem, um fähige Beamte zu befördern und ersetzte damit das durch Kriegswirren nicht mehr ausführbare Prüfungs- und Empfehlungssystem der Han. Zur Jin-Zeit jedoch wurde das System zu einem Machtinstrument der Adelshäuser. Da die höheren Ämter vorwiegend von deren Mitgliedern besetzt waren, gelangten nur ihre Verwandten und Günstlinge in höhere Ämter. Dies ging so weit, dass bald in den höheren Beamtenstufen keine Angehörigen des einfachen Volkes und in den unteren Stufen kein Angehöriger der großen Adelsfamilien mehr zu finden war.
Zur Zeit der Östlichen Jin kam es zu Konflikten der eingewanderten Adelsfamilien mit den einheimischen Adelsfamilien. Die Macht jedoch konzentrierte sich in den Händen der Einwanderer, welche versuchten die Einheimischen auszustechen. Diese Trennung sollte noch sehr lange weiter bestehen, bis sie viel später durch die zunehmende wirtschaftliche Macht der Einheimischen überwunden wurde.
Strukturell gesehen trennten sich allmählich Entscheidungsgremien von ausführenden Organen. Die drei Sekretariate Shangshu (尚書省 / 尚书省,  Shàngshū Shĕng), Zhongshu (中書省 / 中书省,  Zhōngshū Shĕng) und Menxia (門下省 / 门下省,  Ménxià Shĕng) wurden eigenständig. Das System der Han mit den drei Erzkanzlern und neun Ministern ging mit der Zeit in das System der Sui und Tang mit drei Sekretariaten und sechs Ministerien über. Von den drei Sekretariaten rangierte Zhongshu zwar hinter Shangshu, war jedoch das mächtigste der drei, da es das Entscheidungsgremium war, während Shangshu die Exekutive darstellte. Menxia war die Prüfinstanz, beteiligte sich aber ebenfalls an der Entscheidungsfindung und gewann genauso wie Zhongshu an Macht. Von der Besetzung her war Shangshu das vollständigste Sekretariat. Während der Westlichen Jin besaß es intern drei Stufen. Zhongshu und Menxia wurden erst während der Östlichen Jin vervollständigt. Zhongshu erhielt ein eigenes Untersekretariat und Menxia gewann an Macht, da der Kaiser ein Gegengewicht zu Zhongshu schaffen wollte.
Zur Jin-Zeit war Erzkanzler nur noch ein Ehrentitel. Besonders die mächtigsten Minister wurden mit diesem Titel geehrt. Sie waren dann ein Erzkanzler sowie Vorsitzender eines oder auch aller drei Sekretariate, einige führten zusätzlich noch den Titel eines Großgenerals (大將軍 / 大将军,  Dàjiāngjūn) und Oberbefehlshabers der zentralen und peripheren Armeen (都督中外諸軍事 / 都督中外诸军事,  Dūdū Zhōngwài Zhūjūn Shì). Auch die ursprünglich als Disziplinareinheit gedachte Einrichtung Yushitai (御史臺 / 御史台,  Yùshĭtái) wurde zu einer eigenständigen Behörde. Allerdings hatte die Yushitai während der Jin-Zeit eher zeremonielle Aufgaben als die Prüfung von Beamten und die Bekämpfung von Korruption. Die Yushitai wurde vollständig ausgebaut, mit unterschiedlichen Beamten für die verschiedenen Bereiche.
In der Gesetzgebung gelangte man früh zu der Überzeugung, dass das Gesetzbuch der Wei zu kompliziert war. Bereits Sima Zhao befahl, mit den Gesetzbüchern der Han und Wei als Referenz ein neues Gesetzbuch zu schreiben. Das Gesetzbuch der Jin (晉律 / 晋律,  Jìn Lǜ) wurde 267 fertig gestellt und im Jahr darauf in Kraft gesetzt. Es war für lange Zeit das einzige in ganz China gültige Gesetzbuch. Später wurden dazu noch einige Kommentare verfasst, denen durch den Jin-Kaiser Wu die gleiche Stellung wie dem Gesetzbuch selbst eingeräumt wurde. Diese Praxis hatte sehr großen Einfluss auf die chinesische Rechtsgeschichte und fand später in der Tang-Zeit erneut Anwendung.

## Militärwesen
Das Westliche Jin übernahm von Wei das System der Soldatenkasten. Kaiser Wu betrieb zudem die Verkleinerung von Truppen der Provinzen und Präfekturen und legte die Militärmacht in die Hände der Könige. Das Östliche Jin übernahm das System der Soldatenkasten, benutzte aber auch ein Rekrutierungssystem, um die Truppenstärke zu erhöhen. Die Schwäche der Zentralmacht spiegelte sich auch in der Stärke der Heere von Zentralstaat und Peripherie wider. Die lokalen Militärgouverneure verweigerten oft die Befehle der Zentralregierung. Um diesen Tendenzen entgegenzuwirken, schuf Xie An die Beifu-Armee.
Die Armeen der Westlichen Jin unterteilten sich in drei Kategorien: Die Zentralarmee, die Peripheriearmeen und die Armeen der Provinzen und Präfekturen. Angehörige der Zentral- und Peripheriearmeen gehörten im Allgemeinen den Soldatenkasten an. Die Zentralarmee wurde direkt vom Hof kontrolliert und war in der Hauptstadt oder der näheren Umgebung stationiert, konnte in Kriegszeiten aber auch ausrücken. Ihre Sollstärke betrug 100.000 Mann, und sie wurde von einem General der Zentralarmee geführt. Die Peripheriearmeen waren Armeen, die an strategisch wichtigen Orten und an den Grenzen stationiert waren. Ihre Befehlshaber waren Generäle oder Großgeneräle. Die Armeen der Provinzen und Präfekturen waren Lokalarmeen. Nachdem Jin China vereinigt hatte, versuchte Kaiser Wu diese Armeen abzuschaffen. Statt derer sollten Polizisten die örtliche Sicherheit gewährleisten. Großen Präfekturen wurden 100 Polizisten zugestanden, kleineren 50. In der Realität wurden jedoch nur sehr wenige Lokalarmeen abgeschafft.
Kaiser Wu belehnte seine Verwandten mit Königreichen, die den Präfekturen gleichgestellt waren. Die größeren Königreiche durften drei Armeen mit insgesamt 5.000 Mann unterhalten, die mittleren zwei Armeen mit insgesamt 3.000 Mann, die kleinen eine Armee mit 1.500 Mann. Zudem wurden einige Könige auch zu Befehlshabern von Peripheriearmeen ernannt. Kaiser Wu wollte damit die Macht über das Militär in der Familie halten und verhindern, dass Minister oder Generäle zu mächtig wurden. Dadurch jedoch erhielten die Könige große Macht, die später sogar jene der Zentrale zu übertreffen drohte.
Die Östliche Jin übernahm das System, allerdings hatte sich die Situation verändert. Da der Hof sehr schwach war, war die Zentralarmee kaum noch existent. Zum Ausgleich war die Yangzhou-Armee ebenfalls in der Hauptstadt stationiert. Die Peripheriearmeen wurden von den Adelshäusern kontrolliert, und die Generäle waren Könige auf ihren eigenen Gebieten. Besonders die Jingzhou-Armee war der Zentrale zahlenmäßig überlegen. Viele machthungrige Generäle nutzten diese Situation, um nach der Macht zu greifen. Aufgrund der Kriegswirren waren die Soldatenkasten stark dezimiert worden, weshalb die Östliche Jin auch im einfachen Volk rekrutierte und gelegentlich sogar zwangsweise Rekruten einzog. Die aus Angehörigen der Flüchtlinge gebildete Beifu-Armee schlug mehrfach starke Feinde und hatte zum Ende der Östlichen Jin die eigentliche Zentralarmee ersetzt.

## Bevölkerung
Zur Gründungszeit der Westlichen Jin hatte die Bevölkerungszahl noch längst nicht wieder die der Östlichen Han-Zeit erreicht. Die Wirren der acht Könige sowie der sechzehn Reiche reduzierten die Bevölkerung weiter. Es kam während der sechzehn Reiche wiederholt landesweit zu Massakern. Den Kriegen folgten Seuchen und Hungersnöte, was die Bevölkerung weiter dezimierte. Es herrschten Zustände, wo „Menschen sich gegenseitig fressen und von zehn fünf bis sechs an Hunger sterben.“ Zudem versuchten viele Leute sich der Statistik zu entziehen um Steuern und Fronarbeiten zu entgehen. Zur Zeit der Jin wurden diese Leistungen nach Haushalten erhoben. Militär, Milizen, Mönche und Sklaven zählten jedoch nicht zur Kategorie der Haushalte, weshalb viele versuchten, als Abhängige bei großen Häusern oder Klöstern unterzukommen, um so Steuern und Fronarbeit zu entgehen. Durch Kriege und Aufstände gab es große Wellen von Flüchtlingen, welche bei der Niederlassung in Jin versuchten die Größe ihrer Haushalte als kleiner zu melden, als sie waren. Dies alles wirkte sich negativ auf die Genauigkeit der amtlichen Statistiken aus.
Die Kriegswirren im Norden führten zu großen Flüchtlingsströmen, vor allem nach Süden. Im Norden versuchte die Bevölkerung sich mit Burgen zu schützen. Es gab im Norden sechs große Flüchtlingsgruppen. 296 kam es im heutigen Shaanxi zu einem Aufstand unter dem Volk der Di, was zur Flucht Zehntausender nach Sichuan führte. Diese Flüchtlinge gründeten später das Königreich Cheng-Han. Eine andere Gruppe, die später von Han-Zhao aufgenommen wurde, flüchtete zum Fluss Huai. Die Gründung der Cheng-Han in Sichuan führte wiederum zu Fluchtbewegungen nach Hubei und Hunan. Dort kam es zu Konflikten zwischen den Flüchtlingen und Ortsansässigen. Im heutigen Shandong und Hebei kam es zur Bildung von Bettlerbanden, die im Land umherzogen und sich organisierten. Das Gebiet im heutigen Gansu war weniger vom Krieg verheert worden, so dass viele Menschen dorthin flüchteten, und schließlich gingen viele Menschen nach Liaoning, wo sie von den Xianbei aufgenommen wurden und zur Gründung der Früheren Yan beitrugen.
Die größte Wanderbewegung stellten die Wanderungen vom Einzugsbereich des Gelben Flusses bis südlich des Jangtsekiangs dar. Zur Zeit der Östlichen Jin gab es insgesamt fünf solche großen Wanderungen: Zur Zeit der Gründung der Östlichen Jin, 317, als die Nordexpedition von Zu Ti aufgegeben wurde, nach dem Nordfeldzug von Huan Wen, nach der Schlacht am Feishui sowie nach den Feldzügen des Liu Yu. Die großen Adelshäuser, die nach Süden geflüchtet waren, waren die Stütze der Östlichen Jin. Die meisten Flüchtlinge ließen sich direkt am Jangtsekiang nieder, einige zogen noch weiter nach Fujian oder Guangdong. Anfangs wurden die Flüchtlinge den Einwandererprovinzen zugeordnet. Sie waren jedoch sehr schwer zu verwalten und zu überwachen. Dies führte für die Regierung zu Steuereinbußen. Deswegen wurde später versucht, die Flüchtlinge direkt ihren Wohnorten zuzuordnen. Die Östliche Jin versuchte vier Mal eine solche Reform. Damals war die Bevölkerung die wichtigste Ressource eines Landes, so dass sowohl angreifende wie auch angegriffene Staaten Einheimische zwangen mit ihnen umzusiedeln.
| Jahr | Haushalte  | Bevölkerung   | Anmerkung |
| --- | ---------- | ------------- | --- |
| 156 (Östliche Han) | 16.079.600 | 50.066.856    | |
| 280 (Westliche Jin) | 2.495.804  | 16.163.863    | Zu dieser Zeit hatte Jin die meisten Haushalte                                                                     |
| 464 (Frühere Song) | 906.874    | 4.685.501     | |
| 606 (Sui) | 3.590.000  | ca. 9.009.600 | Zu dieser Zeit hatte Sui die meisten Haushalte. Zu Anfangszeit von Sui betrug die Haushaltszahlen ca. 3 Millionen. |
| Anmerkung: Die Werte stammen von Die Zahlen sollten nur als ungefähre Werte angesehen werden, da zu jener Zeit die Statistiken wie im Text erläutert starken Ungenauigkeiten ausgesetzt waren. |            |               | |

## Wirtschaft

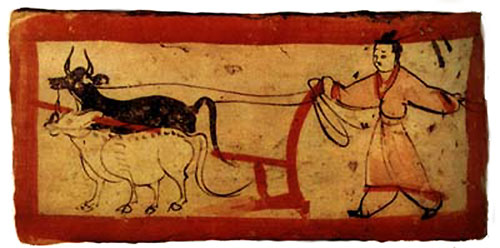
Pflügen, Zeichnung auf einem Backstein in einem Grabmal der Wei oder Jin-Zeit

Nach der Vereinigung durch die Westliche Jin gab die Regierung die von Wei eingeführte Verstaatlichung des Landes auf. Das Land wurde unter der Bevölkerung aufgeteilt. Ein Versteuerungssystem wurde für die Landsteuer eingeführt. Allerdings führte dies dazu, dass gerade die Mächtigen Land von den Kleinbauern aufkauften und diese in die Abhängigkeit zwangen. Das neue Steuersystem war theoretisch schwerer als das von Cao Cao eingeführte, jedoch brauchten die abhängigen Bauern nur ihre Abgabe an den Landbesitzer zu bezahlen, was für die Bauern eine Erleichterung war. Auch dies führte dazu, dass sich das Land in den Händen von Großgrundbesitzern konzentrierte. Letzten Endes verursachte diese Politik also Steuerausfälle, während der Reichtum der großen Adelsfamilien zunahm.
Zur Zeit der Östlichen Jin war der Anteil der Hofwirtschaft an der Gesamtwirtschaft noch größer. Bereits zur Zeit der Wu begann sich die Wirtschaft am Jangtsekiang zu entwickeln. Damals hatten schon viele ansässige große Adelsfamilien riesige Höfe. Nach der Wanderung nach Süden nahm auch die Bevölkerungszahl in den dünn besiedelten Gebieten zu. Die eingewanderten Adelsfamilien nahmen viele herrenlose Länder in Beschlag und begannen sie urbar zu machen. Sie errichteten Höfe von mehreren tausenden bis zehntausenden Quadratkilometern Fläche. Zugleich verschärfte diese Maßnahme den Unterschied zwischen Arm und Reich. 330 reformierte der Jin-Hof das Steuerrecht, Steuern wurden nach der Fläche des Landes erhoben. 336 wurde die willkürliche Beschlagnahme der herrenlosen Länder verboten. Die damaligen Höfe besaßen außer Milizen und Hörigen auch noch Höflinge und Sklaven. Die Einwanderer führten bessere Anbautechniken aus dem Norden ein, Pflügen mit Ochsen wurden verbreitet. Zudem förderten die Östliche Jin sowie die nachfolgenden Südlichen Dynastien den Ausbau der Bewässerungsanlagen, was zur Verbreitung des Reisanbaus führte. Die Produktivität und Produktionsmenge stiegen. Langfristig zeigte sich eine Verlagerung des wirtschaftlichen Zentrums vom Norden in den Süden Chinas.

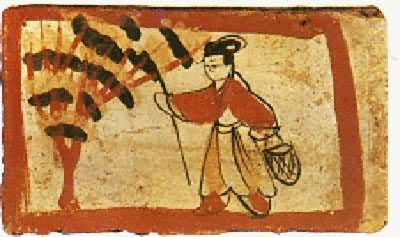
Seidenraupen sammeln, Zeichnung auf einem Backstein in einem Grabmal der Wei oder Jin-Zeit

Handwerksbetriebe befanden sich in der Jin-Zeit hauptsächlich in staatlichem Besitz. Im Bereich der Metallurgie wurde Stahl erfunden, ein Material, das zwischen Roheisen und Weicheisen steht. Der Prozess des Schmiedens wurde allmählich der vorherrschende Stahlbearbeitungsprozess. Zur Jin-Zeit waren die meisten Textilien aus Leinen. Die Webstühle wurden verbessert, um höhere Qualität und mehr unterschiedliche Typen herzustellen. Man entwickelte Methoden, um neben Leinen auch Schlingpflanzen zur Papierherstellung einzusetzen, wobei die Qualität des Papiers bereits sehr hoch war. In den Südlichen Dynastien, die auf die Jin-Zeit folgten, verdrängte Papier alle anderen Materialien auf die bis dahin geschrieben wurde, wie zum Beispiel Seide oder Bambus, vollständig. Im Süden verbreitete sich die Porzellanherstellung, es entstanden viele namhafte Manufakturen. Unter der Bevölkerung von Jin war Tee hoch angesehen und man begann, Tee alkoholischen Getränken vorzuziehen, weshalb sich der Anbau von Tee im gesamten Küstenbereich verbreitete. Der Schiffbau wurde zu dieser Zeit amtlich kontrolliert, was auch an dessen Wichtigkeit und Einträglichkeit in Südchina lag, das reich an Wasserstraßen ist. Die größeren Schiffe, die gebaut wurden, konnten bis zu zehntausend Scheffel aufnehmen.
Durch die Bevölkerungswanderungen kamen zudem viele Reichtümer nach Süden. Die Hauptstadt Jiankang wurde zu einem Handelszentrum. Bedingt durch die vielen Kriege wurde Kupfer zur Mangelware, was die Prägung neuer Kupfermünzen erschwerte und zu einer Geldknappheit führte. Das Geldsystem war zudem dem häufigen Wechsel von Regierungen unterworfen, was zu einem Durcheinander der unterschiedlichen Münzen führte. Handel zwischen dem Norden und dem Süden sowie nach Übersee wurde hauptsächlich vom Staat kontrolliert, aber es gab trotzdem sehr viele private Unternehmen. Vor allem wurden Lebensmittel, Textilien, Salz und einige Luxuswaren gehandelt. Guangzhou wurde zu einem Überseehandelszentrum, wo Jadeit, Nashörner, Elefanten und Gewürze importiert und vor allem Seide exportiert wurden.

## Kultur
Zur Zeit der Jin kamen Nomadenvölker nach China, vermischten sich mit den Chinesen und wurden Teil des chinesischen Volkes. Sie brachten die Kulturen der Steppe mit sich und diese wurden Teil der chinesischen Kultur. Die Abwanderung der Han-Chinesen nach Süden führte dort zu einem Entwicklungssprung. Die Trennung zwischen Nord- und Südchina, nachdem das Jin-Reich den Norden verloren hatte, sowie die Kulturvermischung im Norden führte zur Herausbildung von Unterschieden zwischen Norden und Süden. Südlich des Jangtsekiangs bildete sich allmählich ein kulturelles Gegengewicht zum Einzugsgebiet des Gelben Flusses, dem früheren Zentrum der chinesischen Kultur. In einer Zeit der Wirren war der Verfall von Moral und gesellschaftlichen Normen nicht verwunderlich. Der Konfuzianismus erlitt damit einen herben Rückschlag. Unter den Gebildeten, insbesondere unter denen, die sich durch Ehrgeiz auszeichneten, erfreute sich Qingtan großer Beliebtheit, während diejenigen, welche der Politik fernblieben, sich der Xuanxue widmeten. Die Xuanxue vermischte sich zunehmend mit dem aus Indien eingeführten Buddhismus, so dass es mit der Zeit zu einer Vermischung der Lehren von Konfuzianismus, Daoismus und Buddhismus kam. Zugleich erreichten Daoismus und Buddhismus zunehmend die einfachen Leute und nicht mehr nur die oberen Schichten. Obwohl die Jin-Zeit allgemein als eine Zeit des kulturellen Verfalls angesehen wurde, gab es doch neue Anstöße in Philosophie, Literatur, Kunst, Geschichtsschreibung, Wissenschaft und Technik. Besonders herausragende Persönlichkeiten des kulturellen Lebens waren die Kalligraphen Wang Xizhi und Wang Xianzhi sowie der Maler Gu Kaizhi. Während der Jin-Zeit bildeten die großen Adelshäuser die gesellschaftliche Stütze. Besonders im Süden waren die Höfe der Adelshäuser die wichtigsten kulturellen und wissenschaftlichen Bildungs- und Entwicklungsstätten, während die staatlichen Einrichtungen dahingehend zu vernachlässigen sind.

### Philosophie

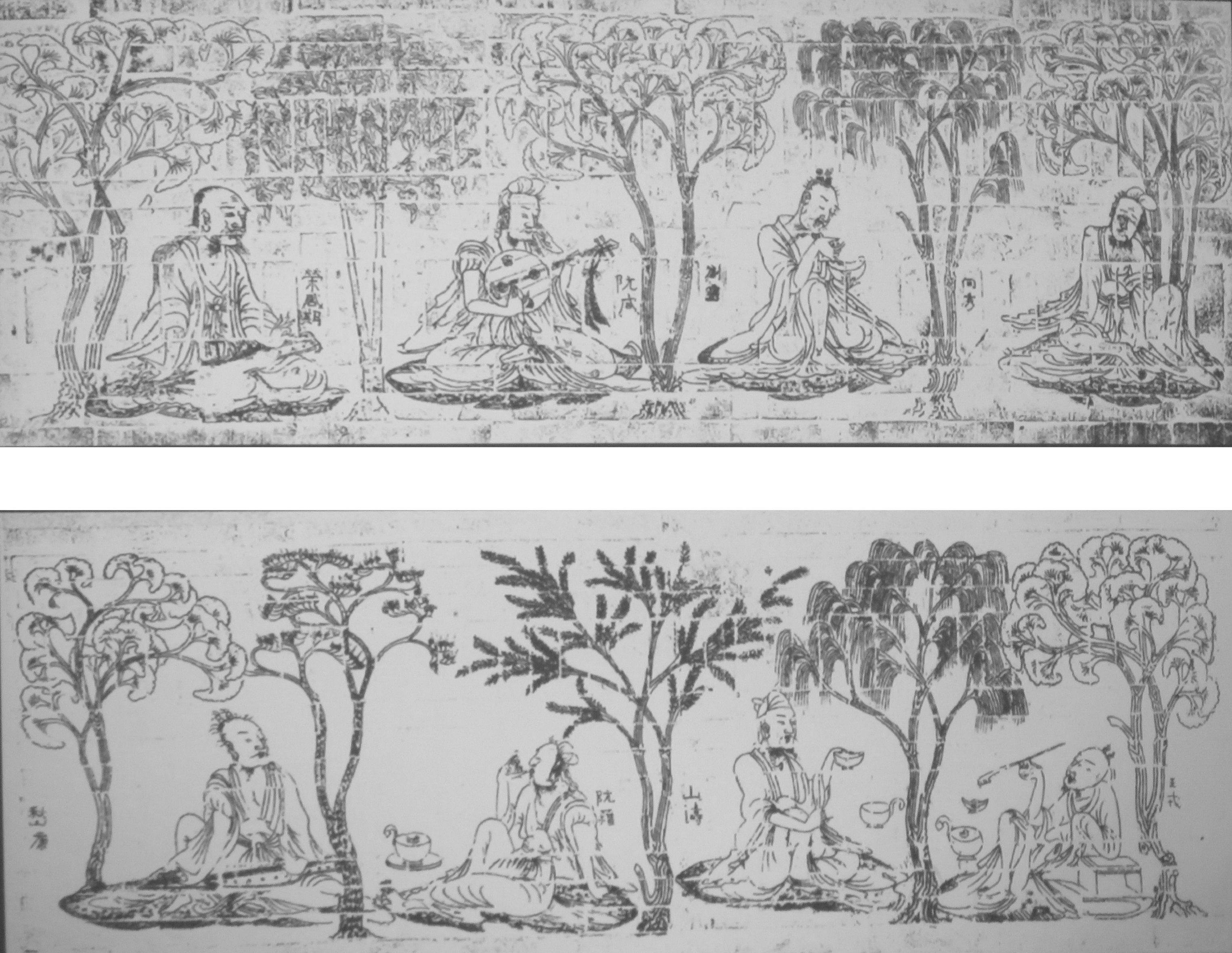
Die sieben Weisen aus dem Bambuswald mit einem Eremiten aus der Zeit der Frühlings- und Herbstannalen (links oben), Grabmalerei aus der Südlichen Dynastie

Zur Jin-Zeit hatte die Xuanxue den Konfuzianismus als tragende gesellschaftliche Ideologie ersetzt. Unter den Beamten war Qingtan sehr beliebt. Während die Sima-Familie sich anschickte, die Macht in Wei zu übernehmen, herrschte unter den Beamten große Unruhe. Eine kleine Äußerung konnte über Leben und Tod entscheiden. Selbst die großen Familien waren von dieser Unsicherheit geprägt. Auch deswegen waren der realen Welt entrückte, nihilistische Qingtan sehr beliebt. Das war der Hintergrund der Erstärkung der Xuanxue.
Obwohl beide die Bücher Laozi, Zhuangzi und Yi Jing als Basis benutzen, unterscheiden sich Xuanxue und Daoismus. Der Kern der Xuanxue ist das „Nichts“ (chinesisch 無 / 无, Pinyin wú). Sie ist der Meinung, dass alles aus dem Nichts entsteht, und das Nichts kann alles beherrschen. In der Politik befürwortet Xuanxue durch Nichtstun herrschen. Zugleich verband Xuanxue aus dem Konfuzianismus den Begriff Bildung mit der Natur aus dem Daoismus und befürwortet „Bildung aus der Natur“ (名教出於自然). Diese Lehre war der Meinung, dass der Unterschied zwischen Adel und Normalvolk, zwischen Ober- und Unterschicht eine natürliche Sache ist. Das Volk soll sich seinem Schicksal fügen (順天知命). Diese Lehre wurde natürlich sehr stark von den Herrschenden unterstützt.
Der Grundsatz „Bildung aus der Natur“ wurde bereits zur Wei-Zeit aufgestellt. Zur Anfangszeit von Westlicher Jin waren die „Sieben Weisen aus dem Bambuswald“ die Vertreter der Xuanxue. Davon wiederum war Xi Kang der wichtigste. Sie befürworten „Natürlich Nichtstun“ (自然無為) und „je gebildeter, um so natürlicher“ (越名教而放自然). Anfangs war Xuanxue eher eine Art Flucht aus der grausamen politischen Realität, wurde jedoch sehr schnell von der Oberschicht selbst entdeckt und adaptiert. Unter dem Vorwand „Natur freie Lauf lassen“ (任自然) wurde dann jeder erdenkliche Luxus triebhaft ausgelebt und gerechtfertigt. Zur späteren Westlichen Jin-Zeit traten dann selbst die Xuanxue-Theoretiker gegen diese Strömung auf. Der Lehrsatz „Bildung ist Natur“ bildete dann den Abschluss der theoretischen Entwicklung von Xuanxue. Zugleich verbreiteten sich Xuanxue und Qingtan auch in der Oberschicht. Selbst die Mächtigsten und Korruptesten redeten über Xuanxue. Sie hafteten an ihrer Macht, nutzten Intrigen und Verrat, schreckten vor Massenmord und Verwüstung ganzer Landstrichen nicht zurück und sehnten sich zugleich nach Wu Wei und Flucht in die Natur.
Während der Östlichen Jin wurde die Ausschweifungen etwas gedämpft, jedoch blieb Qingtan am Hof eine Mode. Viele Großadel bauten Villen in Bergen oder an Seeufern und betrieben Qingtan als eine Art Gesellschaftsunterhaltung. Mit der Ausbreitung des Buddhismus wurde auch deren Philosophien einbezogen, auch einige Mönche beteiligten sich daran. Trotzdem gab es auch, vor allem aus den unteren Schichten, Stimmen gegen Qingtan und Xuanxue. Sie blieben jedoch nicht tonangebend. Erst während der Sui-Zeit kam Qingtan langsam aus der Mode und erst in der mittleren Tang-Zeit hörte sie ganz auf.

### Religion

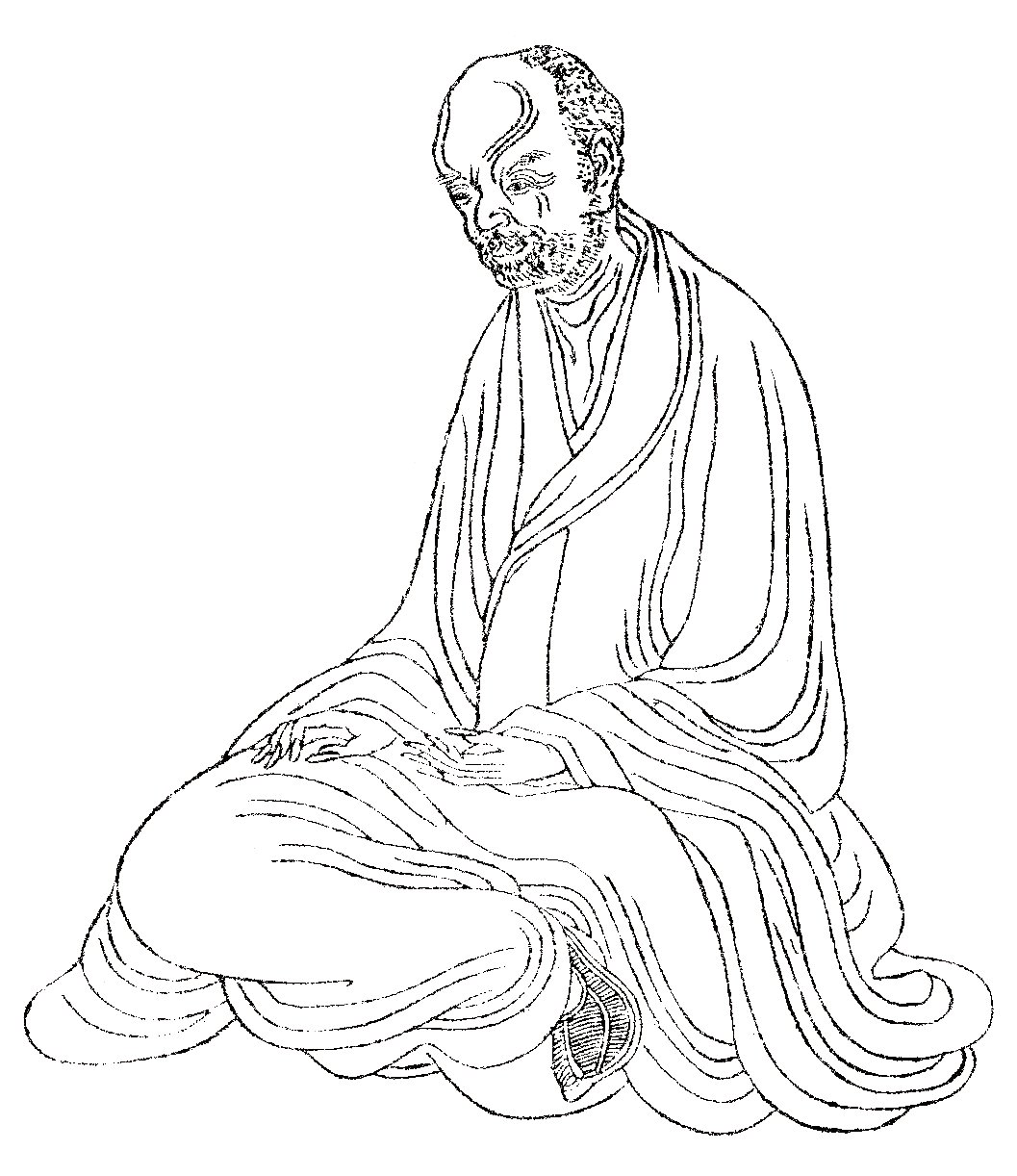
Bildnis des Mönches Huiyuan, aus einem Buch von 1921 (晩笑堂竹荘畫傳)

Zur Zeit der beiden Jin-Dynastien waren Buddhismus und Daoismus die vorherrschenden Religionen, wobei der Buddhismus die stärkere war. Es gab allerdings deutliche Unterschiede zwischen Norden und Süden. Im Norden wurde Buddhismus von einigen Herrscher stark gefördert, während sich im Süden der Daoismus in Richtung Konfuzianismus bewegte und vorherrschend war, während sich der Buddhismus mit Xuanxue vermischte. Im Süden hielt die Religion auch keinen Einzug in die Politik und die Konkurrenz zwischen den beiden Hauptreligionen drückte sich vorwiegend in Qingtan aus.
Buddhismus kam während der Östlichen Han-Dynastie nach China. Damals war Konfuzianismus die vorherrschende Staatsideologie, deswegen konnte sich Buddhismus nur schwer verbreiten. Während der Jin-Zeit jedoch geriet die soziale Ordnung aus den Fugen und der Konfuzianismus verlor an Bedeutung. Der Buddhismus konnte mit seiner Lehre von Karma und Sechs Daseinsbereichen großen Anklang finden. Zu dieser Zeit fing er an, sich stark in China zu verbreiten. Zugleich begannen sich auch kritische Stimmen gegen den Buddhismus um diese Zeit zu melden.
Während der Östlichen Jin war Qingtan sehr verbreitet, so beteiligten sich auch buddhistische Mönche daran und verbreiteten dabei buddhistische Lehren. Dies führte vor allem zur Verbreitung des Buddhismus in der Oberschicht im Süden. Es gab durchaus einen Unterschied zwischen dem nördlichen und dem südlichen Buddhismus dieser Zeit. Der nördliche Buddhismus betonte das Karma, während der südliche Buddhismus sich eher mit Problemen der Natur des Nirwana und ähnlichen theologischen Fragestellungen beschäftigte. Während der späten Östlichen Jin war der Mönch Huiyuan (慧遠) eine sehr wichtige Figur. Huiyuan kannte sich sehr gut mit Konfuzianismus aus. Er war eine der treibenden Kräfte bei der Durchmischung von Buddhismus, Konfuzianismus und Xuanxue. Dabei beschleunigte er die Sinisierung des Buddhismus. Er wird auch als der Begründer des Sukhavati-Buddhismus verehrt. Huiyuan befürwortete die Übersetzung von buddhistischen Sutras ins Chinesische, er tauschte und diskutierte Problemstellungen der Übersetzung mit dem Mönch Kumārajīva aus dem Norden. 399 brach als erster chinesischer Mönch Faxian nach Indien auf, um buddhistische Sutras nach China zu erbitten. 414 kehrte er über dem Seeweg nach China zurück. Danach übersetzte er viele von ihm mitgebrachte Texte. Sein Reisebericht Das Land der Buddhas (佛國記 / 佛囯记) gilt als wichtiger zeitgenössischer Bericht über Zentralasien und Indien.

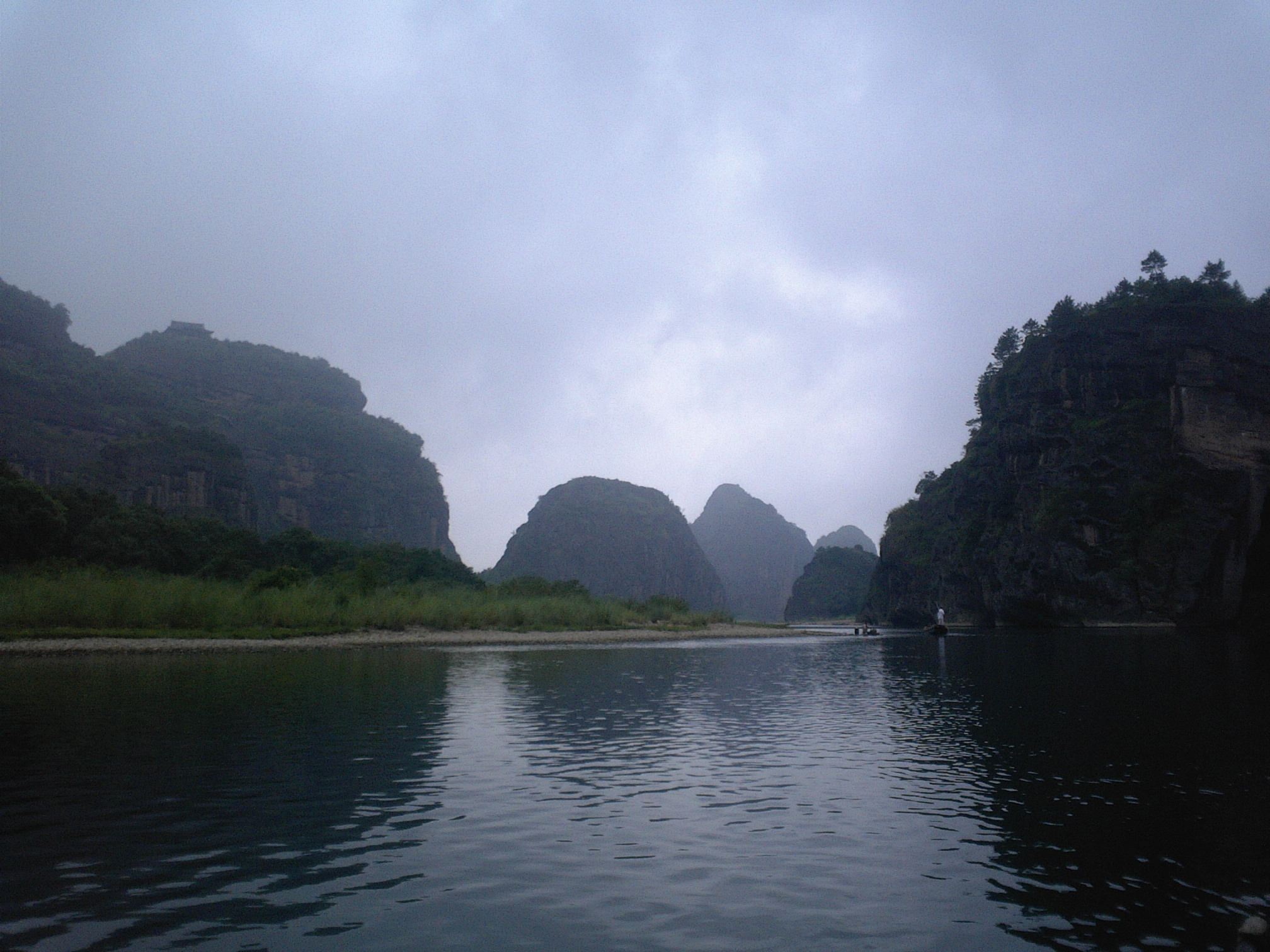
Longhushan, Berg des Drachen und des Tigers, hier entstand die daoistische Sekte Fünf Scheffel Reis

Im Daoismus entstanden bereits zur Zeit der drei Königreiche die unterschiedlichen Strömungen Taipingdao (太平道, der Weg des Friedens) und Fünf Scheffel Reis. Vor allem Fünf Scheffel Reis konnte sich später als Himmelsmeister-Daoismus weiterentwickeln und spaltete sich in stark unterschiedliche Strömungen.
Besonders in den unteren Schichten fand Daoismus großen Anklang. Im Süden am Flussdelta des Jangtsekiangs sowie an der Küste war Daoismus sehr stark verbreitet, selbst unter Adelsfamilien gab es Anhänger. Der Kalligraf Wang Xizhi stammte zum Beispiel aus einer Familie, die schon seit Generationen Anhänger der Fünf Scheffel Reis war. Später konnten sich Sun En und Lu Xun auch deswegen so lange gegen die Regierung halten, weil sie die Gläubigen der Fünf Scheffel Reis mobilisieren konnten.
Zum Anfang der Östlichen Jin gab es beim Daoismus noch keine Organisationsstruktur oder Verhaltensregeln, diese entwickelten sich erst während der Östlichen Jin. Im Norden lag dabei der Schwerpunkt auf Verhaltens- und Klosterregeln, während im Süden mehr Gewicht auf Textstudium und Theologie gelegt wurde. Um auf die Verbreitung des Buddhismus zu reagieren nahm auch der Daoismus Anregungen aus dem Konfuzianismus und Xuanxue auf, um seine theoretischen Grundlagen zu vervollständigen. Ein Zweig des Daoismus beschäftigte sich mit der chinesischen Alchemie, deren höchstes Ziel die Findung eines göttlichen Medikaments war, das den Menschen Unsterblichkeit und Vergöttlichung als Xian verleiht.
Zur Zeit der Östlichen Jin schrieb Ge Hong in seiner Schrift die wichtigsten Grundsätze des Daoismus nieder. Von ihm abweichend entstand wenig später die Shangqing-Schule (上清派), die sich hauptsächlich mit der Meditation beschäftigte. Von beiden beeinflusst entstand durch Ge Hongs Enkel das Buch Lingbao Jing (靈寶經), das später zur Strömung Lingbao Pai führte, die sich hauptsächlich mit Rezitationen beschäftigte. Der Daoismus hatte während der Jin-Zeit, aber auch später starken Einfluss auf die Literatur und Kunst. Die Beschäftigung mit einer gesunden Lebensweise und der Alchemie hatte auch Einflüsse auf Medizin, Chemie, Biologie und Technik.

### Kunst

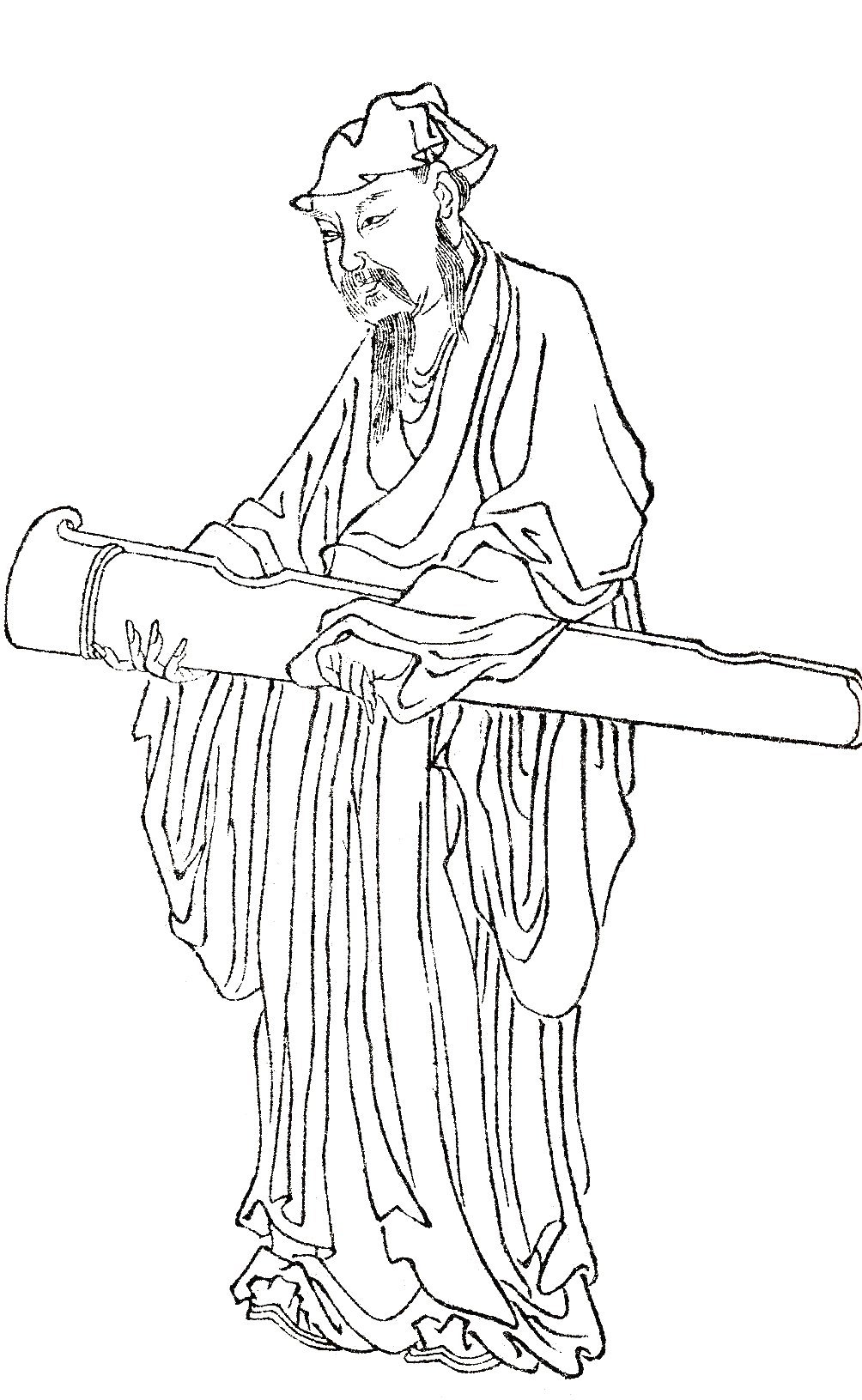
Bildnis des Dichters Tao Yuanming, aus einem Buch von 1921 (晩笑堂竹荘畫傳)

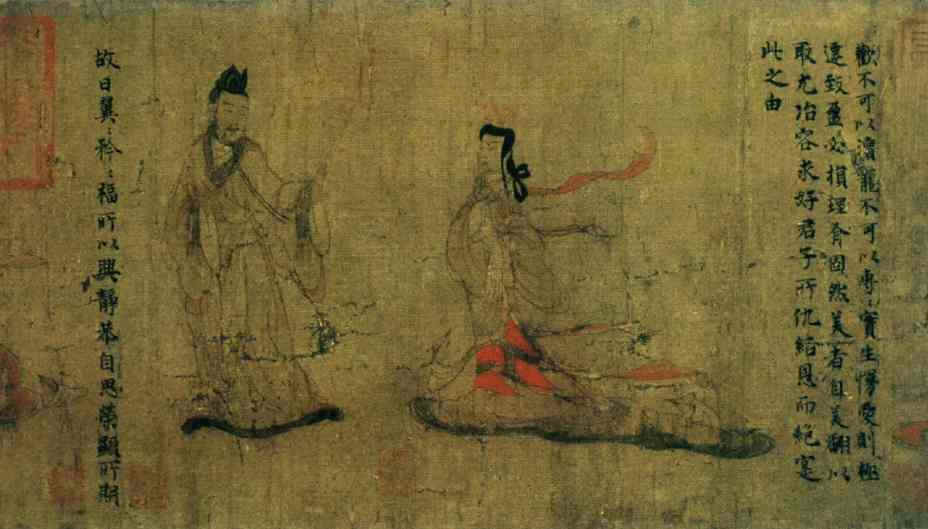
Frau und Beamter, Auszug, Östliche Jin, Gu Kaizhi

Während der Jin-Zeit lebte der Großadel in Überfluss und ungeahntem Luxus, deswegen entstanden an ihren Höfen viele außerordentliche Künstler. Qingtan stärkte logische Denkweise, während die Orientierung an der Natur des Daoismus und der Xuanxue der Kunst neue Anstöße gab. Ohne die Einschränkungen des Konfuzianismus entfalteten sich Künste wie die Malerei in ungeahnte Freiheit. Auch die Verbreitung des Buddhismus brachte neue Geschichten und Motive ein.
Beeinflusst durch das stufenweise Beamtensystem und durch Xuanxun betonte zu dieser Zeit die Malerei besonders das Aussehen und die Bewegungen der Personen. Beeinflusst wurde die Malerei zu dieser Zeit auch von der mit dem Buddhismus gleichzeitig eingeführten Indischen Kunst. Dies führte zu einer Reifung der Personenmalerei in der chinesischen Kunst. Die Bilder der damaligen Zeit betonten Besonderheiten einer Person. Die dargestellten Personen wirkten lebendig und hatten ihre eigenen Gesichtsausdrücke. Dies unterschied sich sehr von der Malerei der Han-Zeit, die die Formen mehr beachtete. Die Handbewegungen und Bekleidungen, die vom Wind bewegt wurden, wirkten marinistisch. Besonders der Maler Gu Kaizhi wurde als Heiliger Maler (畫聖) verehrt. Das Bild „Frau und Beamter“ (女史箴图) wurde als ein Meisterwerk von ihm angesehen. Ein anderes Meisterwerk, „Bildnis des Gottes des Flusses Luo“ (洛神賦圖) gilt als verloren. Noch in der Startphase befand sich jedoch die Landschaftsmalerei. Sie wurde erst während der Südlichen Dynastien weiterentwickelt.

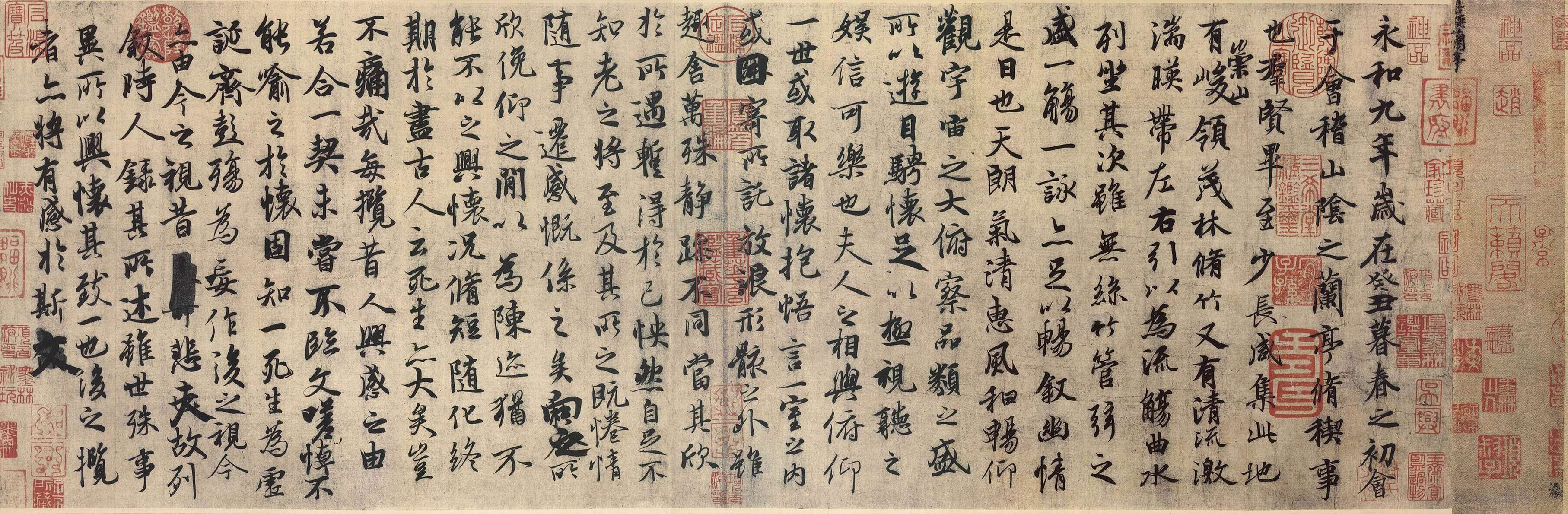
Orchideenpavillon, Kalligraphie von Wang Xianzhi, Östliche Jin. Das Original ist bereits verloren, diese Kopie stammt aus der Tang-Zeit und wird im Peking Museum aufbewahrt

Es entstanden zahlreiche berühmte Kalligraphen sowie Theorien zu Kalligraphie. Aus der Kanzleischrift (隶书) entstanden viele Varianten, auch die Grasschrift (草書) entwickelte sich weiter. Regelschrift (楷書) wurde zunehmend reifer. Die Orchideenpavillon (蘭亭集序) gilt als Meisterwerk der Kursivschrift.
Besonders im Süden waren die Grünporzellan sehr verbreitet. Sie wurden meistens als Flüssigkeitsbehälter benutzt, hatten aber ein sehr ungewöhnliches Aussehen. Manche wurden als Frosch oder als liegende Schafe dargestellt. Ein anderer sehr verbreiteter Behälter war dazu gedacht, um als Totenbeigabe Lebensmittel für den Toten aufzubewahren. Diese Behälter haben oft sehr aufwendig gestaltete Deckel mit Figuren und Buddhastatur. Am Körper weisen sie Bildnisse von Personen, Göttern und Tieren auf. Sie sind auch ein belebtes Zeugnis für die damalige Religion und Totenkult.

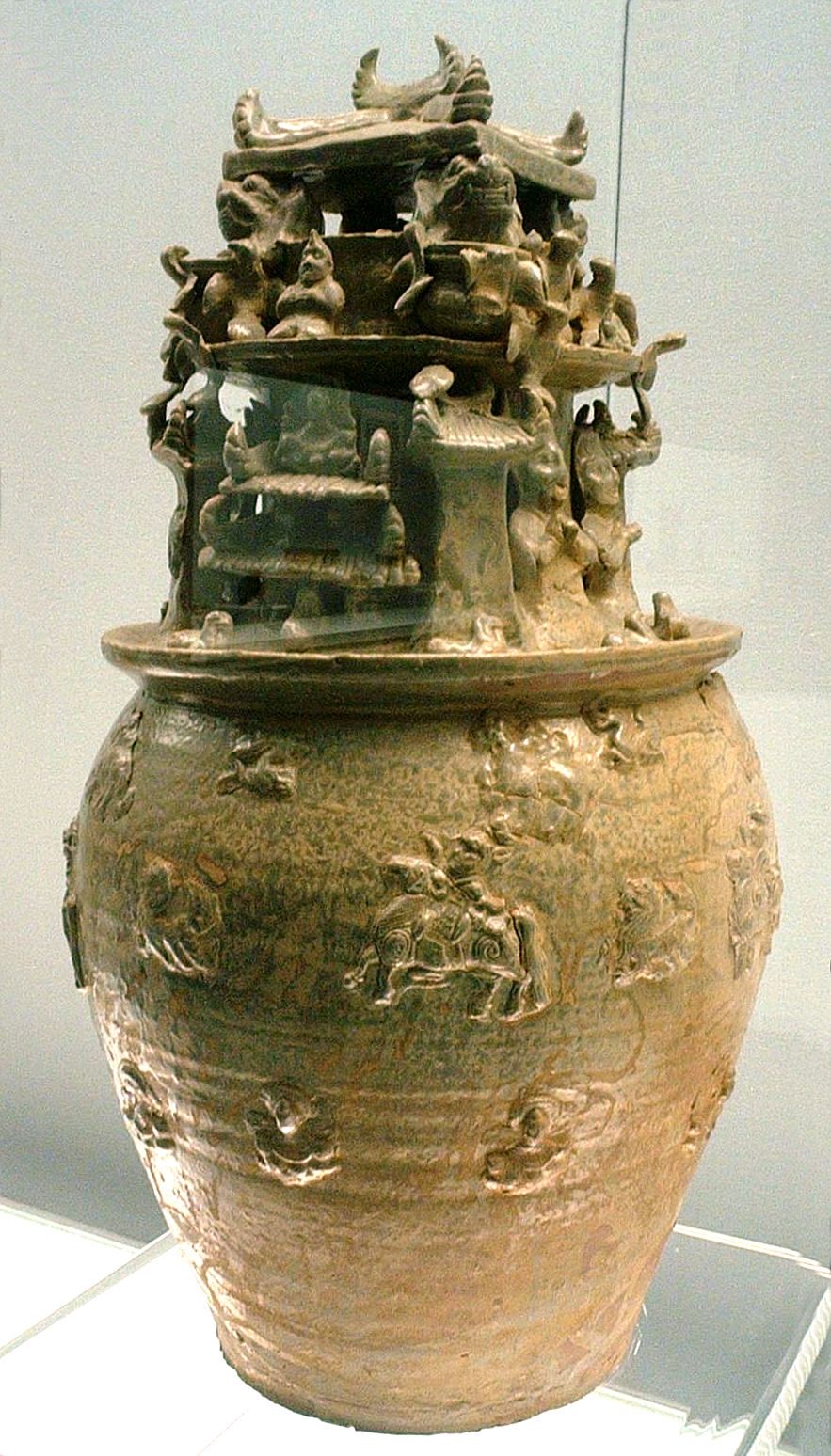
Lebensmittelbehälter für die Toten aus Grünporzellan
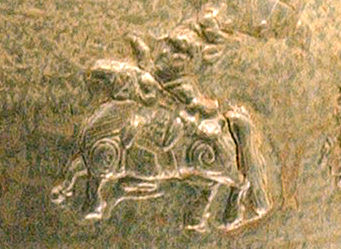
Reiter (am Behälterkörper)
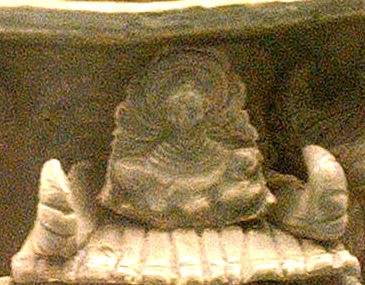
Buddha (am Behälterkörper)

### Wissenschaft und Technik
Der Wegfall der Einschränkung durch Konfuzianismus sowie das Aufblühen unterschiedlicher philosophischen Gedanken, gepaart mit Versuchen der zahlreichen Staaten, in ihren jeweiligen Gebieten Landwirtschaft und Handwerk zu stärken, führten zu Entwicklung in der Wissenschaft und Technik. Daoismus beschäftigte sich unter anderem auch mit der Alchemie. Ihre Bestrebung nach einem ausgeglichenen Leben sowie innere Harmonie führte zur Entwicklung von Meditation und Qigong.

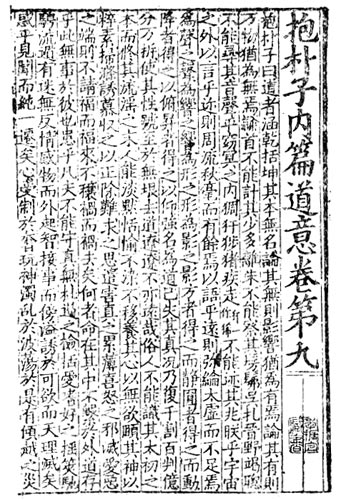
Auszug aus Baopuzi, Druck aus Song-Dynastie

Berühmte Wissenschaftler der Zeit waren der Mathematiker Liu Hui zum Anfang der Westlichen Jin, der Geograph Pei Xiu (裴秀) während der Westlichen Jin sowie der Alchemist und Mediziner Ge Hong. Liu Hui interessierte sich von klein an für die Mathematik. Er machte Kommentare zu dem Standardwerk Jiu Zhang Suanshu und schrieb auch selbst mathematische Bücher. Jiuzhang Suanshu und Liu Huis Kommentare waren sehr nachhaltig bezüglich chinesischer Mathematik und führten zu einer Zentrierung auf Rechnen. Pei Xiu war ein Kleinbeamter, er fertigte Landkarten für das damals bekannte China mit Bergen, Flussläufen und verwaltungstechnischen Gliederungen an. Seine Karten achteten auf Verhältnisse, Richtungen, Abstände sowie Höhe der Orte und ihre Verbindungswege.
Ge Hong stammte aus ärmlichen Verhältnissen, war jedoch sehr wissbegierig und fleißig. Er studierte Alchemie und Medizin. Sein alchemistisches Werk Baopuzi beinhaltete Erkenntnisse aus Chemie, Biologie und Mineralogie und war eine wichtige Quelle für die chinesische Wissenschaftsgeschichte. In seinen medizinischen Werken beschrieb er zum ersten Mal Tuberkulose und Pocken.